# Specie di Cyperus
Elenco delle specie di Cyperus:

## A

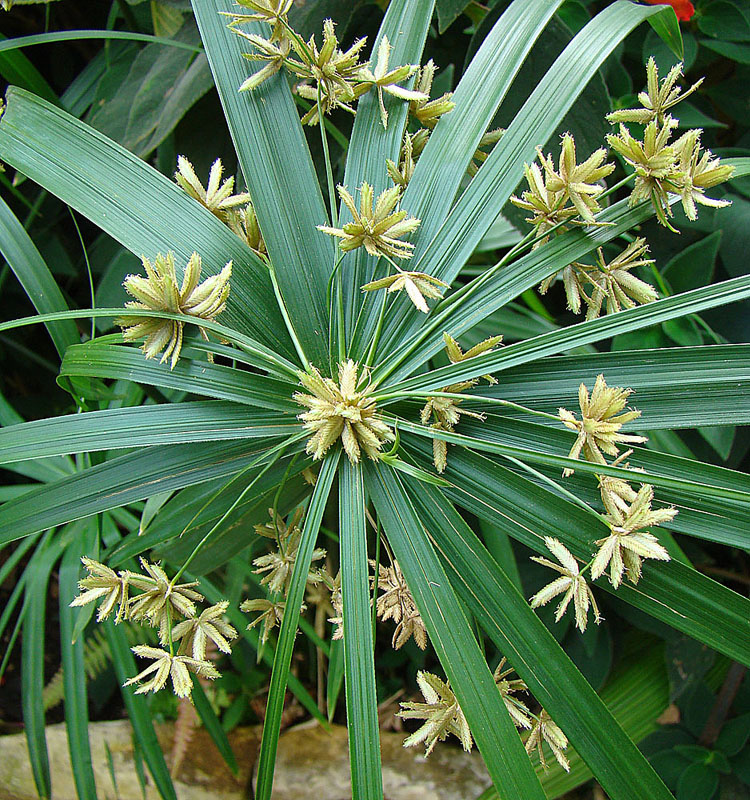
Cyperus alternifolius

- Cyperus abietinus (Goetgh.) Bauters
- Cyperus absconditicoronatus Bauters, Reynders & Goetgh.
- Cyperus acaulescens Reynders
- Cyperus acholiensis Larridon
- Cyperus acuminatus Torr. & Hook.
- Cyperus acuticarinatus Kük.
- Cyperus aethiops Welw. ex Ridl.
- Cyperus affinis Roem. & Schult.
- Cyperus africanus (S.S.Hooper) Reynders
- Cyperus afro-occidentalis (Lye) Huygh
- Cyperus afroalpinus Lye
- Cyperus afrodunensis Lye
- Cyperus afroechinatus Lye
- Cyperus afromontanus Lye
- Cyperus afropumilus (Lye) Lye
- Cyperus afrorobustus Lye
- Cyperus afrovaricus Lye
- Cyperus aggregatus (Willd.) Endl.
- Cyperus ajax C.B.Clarke
- Cyperus alaticaulis R.Booth, D.J.Moore & Hodgon
- Cyperus alatus (Nees) F.Muell.
- Cyperus albescens (Steud.) Larridon & Govaerts
- Cyperus albiceps Ridl.
- Cyperus albogracilis (Lye) Lye
- Cyperus albopilosus (C.B.Clarke) Kük.
- Cyperus albopurpureus Cherm.
- Cyperus albosanguineus Kük.
- Cyperus albostriatus Schrad.
- Cyperus albus J.Presl & C.Presl
- Cyperus algeriensis Väre & Kukkonen
- Cyperus alleizettei (Cherm.)Kük.
- Cyperus almensis D.A.Simpson
- Cyperus alopecuroides Rottb.
- Cyperus alterniflorus R.Br.
- Cyperus alternifolius L.
- Cyperus altochrysocephalus Lye
- Cyperus altomicroglumis Lye
- Cyperus altsonii Kük.
- Cyperus alulatus J.Kern
- Cyperus alvesii G.C.Tucker
- Cyperus amabilis Vahl
- Cyperus amauropus Steud.
- Cyperus ampullaceus (J.Raynal) Bauters
- Cyperus × amuricocompressus T.Koyama
- Cyperus amuricus Maxim.
- Cyperus anderssonii Boeckeler
- Cyperus angolensis Boeckeler
- Cyperus angustatus R.Br.
- Cyperus anisitsii Kük.
- Cyperus ankaizinensis Cherm.
- Cyperus ankaratrensis Cherm.
- Cyperus antillanus (Kük.) O'Neill
- Cyperus appendiculatus (Brongn.) Kunth
- Cyperus aquatilis R.Br.
- Cyperus arenarius Retz.
- Cyperus aristulatus (Coville) Bauters
- Cyperus armstrongii Benth.
- Cyperus aromaticus (Ridl.) Mattf. & Kük.
- Cyperus arsenei O'Neill & Ben.Ayers
- Cyperus articulatus L.
- Cyperus aschenbornianus Boeckeler
- Cyperus ascocapensis Bauters
- Cyperus ascodensus Goetgh.
- Cyperus ascofibrillosus Goetgh.
- Cyperus ascohemisphaericus Goetgh.
- Cyperus asconeglectus Goetgh.
- Cyperus ascopinguis Goetgh.
- Cyperus ascopusillus Goetgh.
- Cyperus ascospinulosus Goetgh.
- Cyperus ascotrigonus Goetgh.
- Cyperus assimilis Steud.
- Cyperus astartodes K.L.Wilson
- Cyperus aster (C.B.Clarke ex Cherm.) Kük.
- Cyperus aterrimus Hochst. ex Steud.
- Cyperus atkinsonii C.B.Clarke
- Cyperus atractocarpus Ridl.
- Cyperus atriceps (Kük.) C.Archer & Goetgh.
- Cyperus atrobrunneus Baker
- Cyperus atronervatus Boeckeler
- Cyperus atrorubidus (Nelmes) Raymond
- Cyperus aucheri Jaub. & Spach
- Cyperus auratus (Nees) Huygh
- Cyperus aureoalatus Lye
- Cyperus aureobrunneus C.B.Clarke
- Cyperus aureospicatus Lock
- Cyperus aureostramineus  Mattf. & Kük.
- Cyperus aureovillosus (Lye) Lye
- Cyperus auriculatus Nees & Meyen ex Kunth
- Cyperus aurifer Cherm.
- Cyperus austroafricanus C.Archer & Goetgh.
- Cyperus austrochrysanthus Lye

## B
- Cyperus babakan Steud.

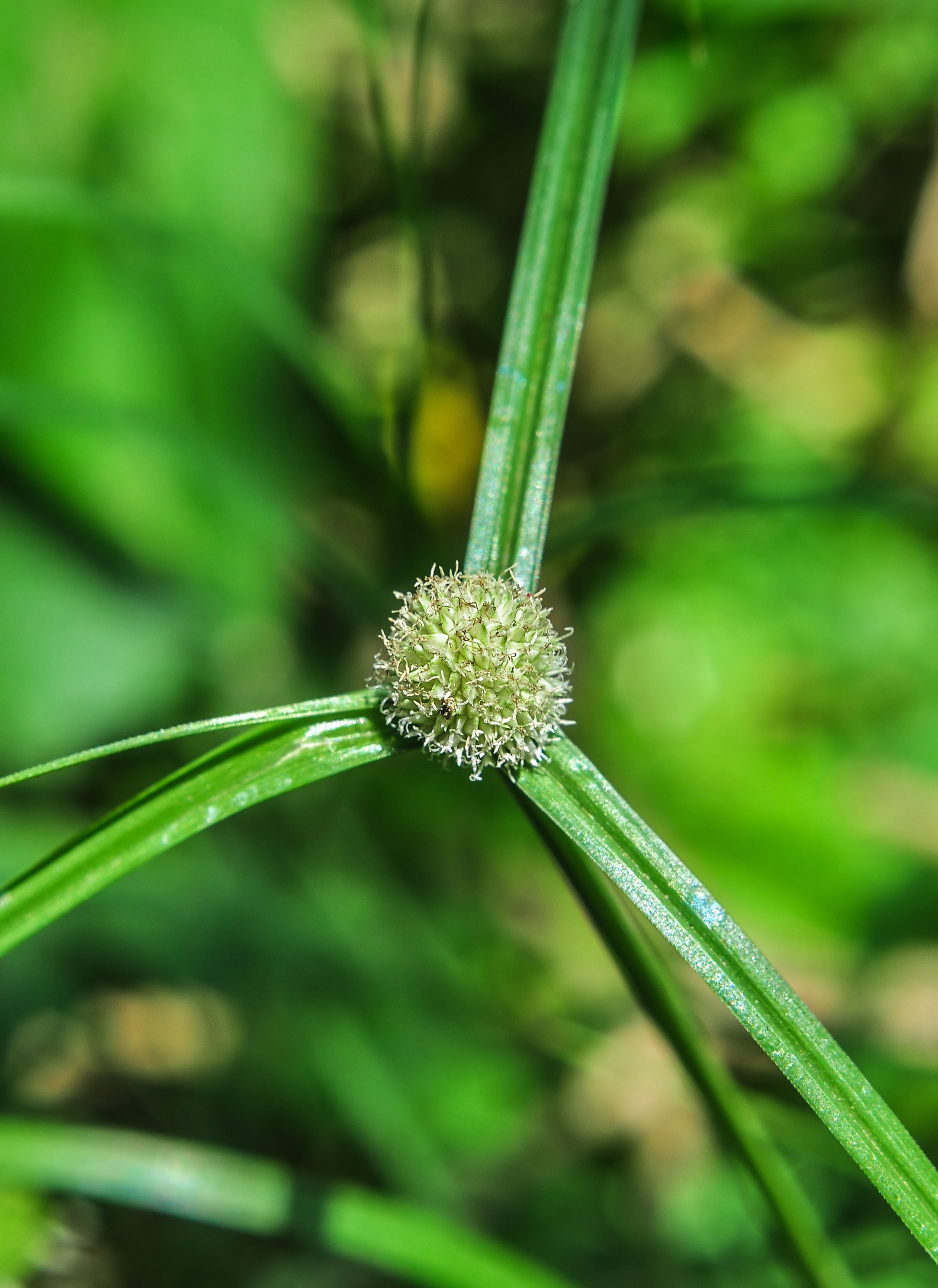
Cyperus brevifolioides

- Cyperus bampsii Verloove & G.C.Tucker
- Cyperus baobab Lye
- Cyperus baoulensis Kük.
- Cyperus baronii C.B.Clarke
- Cyperus barrosianus Herter
- Cyperus beentjei L.R.Gardner & O.Weber
- Cyperus bellus Kunth
- Cyperus benadirensis Chiov.
- Cyperus beninensis (Samain, Reynders & Goetgh.) Huygh
- Cyperus bernalii G.C.Tucker & Verloove
- Cyperus bernieri Cherm.
- Cyperus berroi (C.B.Clarke) Barros
- Cyperus betafensis Cherm.
- Cyperus betchei (Kük.) S.T.Blake
- Cyperus beyrichii (Schrad. ex Nees) Steud.
- Cyperus bifolius Lye
- Cyperus bigibbosa Fosberg
- Cyperus bipartitus Torr.
- Cyperus blakeanus K.L.Wilson
- Cyperus blastophorus (Cherm.)Kük.
- Cyperus blatteri (McCann) Wad.Khan
- Cyperus blepharoleptos Steud.
- Cyperus blysmoides Hochst. ex C.B.Clarke
- Cyperus bonariensis G.C.Tucker
- Cyperus boreobellus Lye
- Cyperus boreochrysocephalus Lye
- Cyperus boreohemisphaericus Lye
- Cyperus bowmanii F.Muell. ex Benth.
- Cyperus bracheilema (Steud.) Mattf. & Kük.
- Cyperus brasiliensis (Kunth) Bauters
- Cyperus breedlovei G.C.Tucker
- Cyperus breviculmis R.Br.
- Cyperus brevifolioides Thieret & Delahouss.
- Cyperus brevifolius (Rottb.) Hassk.
- Cyperus breviglumis Lye
- Cyperus brumadoi D.A.Simpson
- Cyperus brunneoalatus (Cherm.) Huygh
- Cyperus brunneoalbus (Lye) Lye
- Cyperus brunneofibrosus Lye
- Cyperus brunnescens Boeckeler
- Cyperus brunneus Sw.
- Cyperus brunneofibrosus Lye
- Cyperus brunnescens Boeckeler
- Cyperus buchholzii Boeckeler
- Cyperus bulbipes Mattf. & Kük.
- Cyperus bulbosus Vahl
- Cyperus burkartii Guagl.

## C
- Cyperus caesius Boeckeler
- Cyperus calderoniae S.González
- Cyperus callistus Ridl.
- Cyperus camagueyensis Britton
- Cyperus camerunensis Lye
- Cyperus camphoratus Liebm.
- Cyperus cancellatus Ridl.
- Cyperus cancrorum Cherm.
- Cyperus canus J.Presl & C.Presl
- Cyperus capensis (Steud.) Endl.
- Cyperus capillifolius A.Rich.
- Cyperus capitatus Vand.
- Cyperus cardosoi (Meneses) Huygh

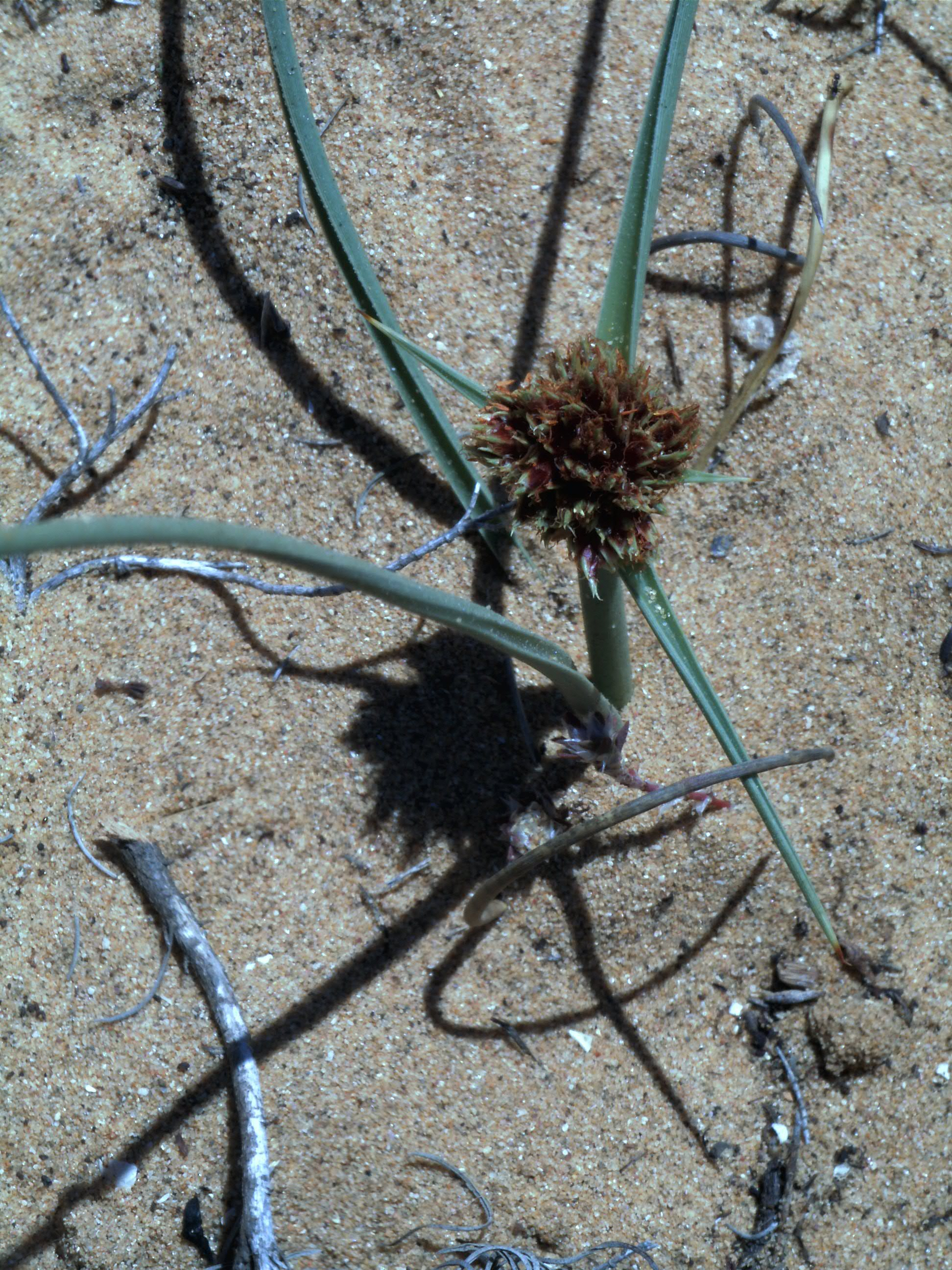
Cyperus capitatus

- Cyperus carinalaevis (Lye & Mesterházy) Huygh
- Cyperus carinatus R.Br.
- Cyperus cartilagineus (K.Schum.) Mattf. & Kük.
- Cyperus castaneobellus Lye
- Cyperus castaneus Willd.
- Cyperus cataphyllatus (Huygh & Schouppe) Huygh
- Cyperus cataractarum (C.B.Clarke) K.Schum. ex Engl.
- Cyperus cearaensis Gross ex Kük.
- Cyperus celans Kukkonen
- Cyperus cellulosoreticulatus Boeckeler
- Cyperus centralis K.L.Wilson
- Cyperus cephalanthus Torr. & Hook.
- Cyperus cephalotes Vahl
- Cyperus ceylanicus T.Koyama
- Cyperus chaetophyllus (Chiov.) Kük.
- Cyperus chalaranthus J.Presl & C.Presl
- Cyperus chamaecephalus Cherm.
- Cyperus chermezonianus Robyns & Tournay
- Cyperus chermezonii Kük.
- Cyperus chersinus (N.E.Br.) Kük.
- Cyperus chevalieri Kük.
- Cyperus chinsalensis Podlech
- Cyperus chionocephalus (Chiov.) Chiov. ex Chiarugi
- Cyperus chlorocephalus (C.B.Clarke) Kük.
- Cyperus chlorotropis (Steud.) Mattf. & Kük.
- Cyperus chordorrhizus Chiov.
- Cyperus chorisanthos C.B.Clarke
- Cyperus chorisanthus C.B.Clarke
- Cyperus chrysanthoides (Mtot.) Huygh
- Cyperus chrysanthus Boeckeler
- Cyperus chrysocephalus (K.Schum.) Kük.
- Cyperus ciliatopilosus Mattf. & Kük.
- Cyperus ciliatus Jungh.
- Cyperus cinereobrunneus Kük.
- Cyperus clandestinus Steud.
- Cyperus clarkei T.Cooke
- Cyperus clarus S.T.Blake
- Cyperus clavinux C.B.Clarke
- Cyperus colchicus K.Koch
- Cyperus columbiensis Palla
- Cyperus colymbetes Kotschy & Peyr.
- Cyperus commixtus Kük.
- Cyperus comosipes Mattf. & Kük.
- Cyperus compactus Retz.
- Cyperus compressiformis (Cherm.) Kük.
- Cyperus compressus L.
- Cyperus concinnus R.Br.
- Cyperus confertus Sw.
- Cyperus congensis C.B.Clarke
- Cyperus congestus Vahl
- Cyperus conglobatus Humb. ex Link
- Cyperus conglomeratus Rottb.
- Cyperus conicus (R.Br.) Boeckeler
- Cyperus conservator-davidii G.C.Tucker
- Cyperus consors C.B.Clarke
- Cyperus constanzae Urb.
- Cyperus constrictus (Goetgh.) Bauters
- Cyperus controversus (Steud.) Mattf. & Kük.
- Cyperus coonoorensis Viji, Pandur., Deepu & G.C.Tucker
- Cyperus coriifolius Boeckeler
- Cyperus cornelii-ostenii Kük.
- Cyperus correllii (T.Koyama) G.C.Tucker
- Cyperus corymbosus Rottb.
- Cyperus costaricensis Gómez-Laur.
- Cyperus costatus Mattf. & Kük.
- Cyperus cracens K.L.Wilson
- Cyperus crassicuspis (J.Raynal) Bauters
- Cyperus crassipes Vahl
- Cyperus cremeomariscus Lye
- Cyperus crispulus K.L.Wilson
- Cyperus cristulatus S.T.Blake
- Cyperus croceus Vahl
- Cyperus cruentus Rottb.
- Cyperus crypsoides J.Kern
- Cyperus cundudoensis Chiov.
- Cyperus cunninghamii (C.B.Clarke) C.A.Gardner
- Cyperus curvistylis J.Kern
- Cyperus cuspidatus Kunth
- Cyperus cymulosus Willemet
- Cyperus cyperinus (Retz.) Suringar
- Cyperus cyperoides (L.) Kuntze
- Cyperus cyprius Post

## D
- Cyperus dactyliformis Boeckeler
- Cyperus dactylotes Benth.
- Cyperus davidsei G.C.Tucker
- Cyperus × deamii O'Neill
- Cyperus debilissimus Baker
- Cyperus deciduus Boeckeler

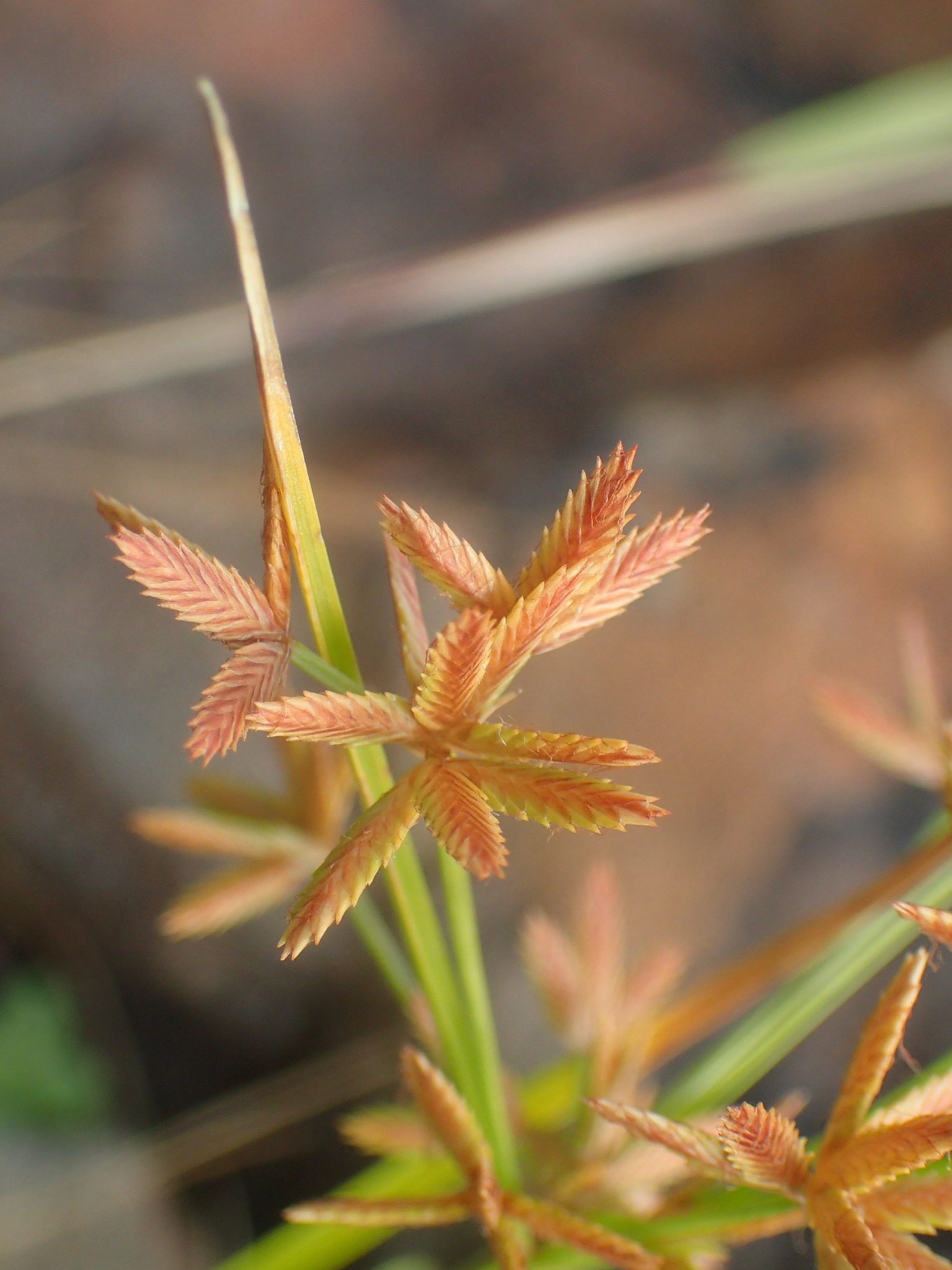
Cyperus dentatus

- Cyperus decompositus (R.Br.) F.Muell.
- Cyperus densibulbosus Lye
- Cyperus decurvatus (C.B.Clarke) C.Archer & Goetgh.
- Cyperus delavayi (C.B.Clarke) Kük.
- Cyperus demangei (J.Raynal) Lye
- Cyperus dentatus Torr.
- Cyperus dentoniae G.C.Tucker
- Cyperus denudatus L.f.
- Cyperus derreilema Steud.
- Cyperus diamantinus (D.A.Simpson) Govaerts
- Cyperus diandrus Torr.
- Cyperus diaphanus Schrad.
- Cyperus dichromeniformis Kunth
- Cyperus dichromus C.B.Clarke
- Cyperus dichrostachyus Hochst. ex A.Rich.
- Cyperus dietrichiae Boeckeler
- Cyperus difformis L.
- Cyperus diffusus Vahl
- Cyperus digitatus Roxb.
- Cyperus dilatatus Schumach.
- Cyperus dioicus I.M.Johnst.
- Cyperus dipsaceus Liebm.
- Cyperus dipsacoides (Schumach.) Bauters
- Cyperus disjunctus C.B.Clarke
- Cyperus distans L.f.
- Cyperus distichus (Merxm. & Czech) Bauters
- Cyperus distinctus Steud.
- Cyperus diurensis Boeckeler
- Cyperus dives Delile
- Cyperus divulsus Ridl.
- Cyperus diwakarii Wad.Khan & Solanke
- Cyperus drakensbergensis (Vorster) Govaerts
- Cyperus dregeanus Kunth
- Cyperus drummondii Torr. & Hook.
- Cyperus dubius Rottb.
- Cyperus duclouxii E.G.Camus
- Cyperus dunensis (Cherm.) Kük.
- Cyperus duripes I.M.Johnst.
- Cyperus durus Kunth
- Cyperus dwarkensis K.C.Sahni & H.B.Naithani

## E

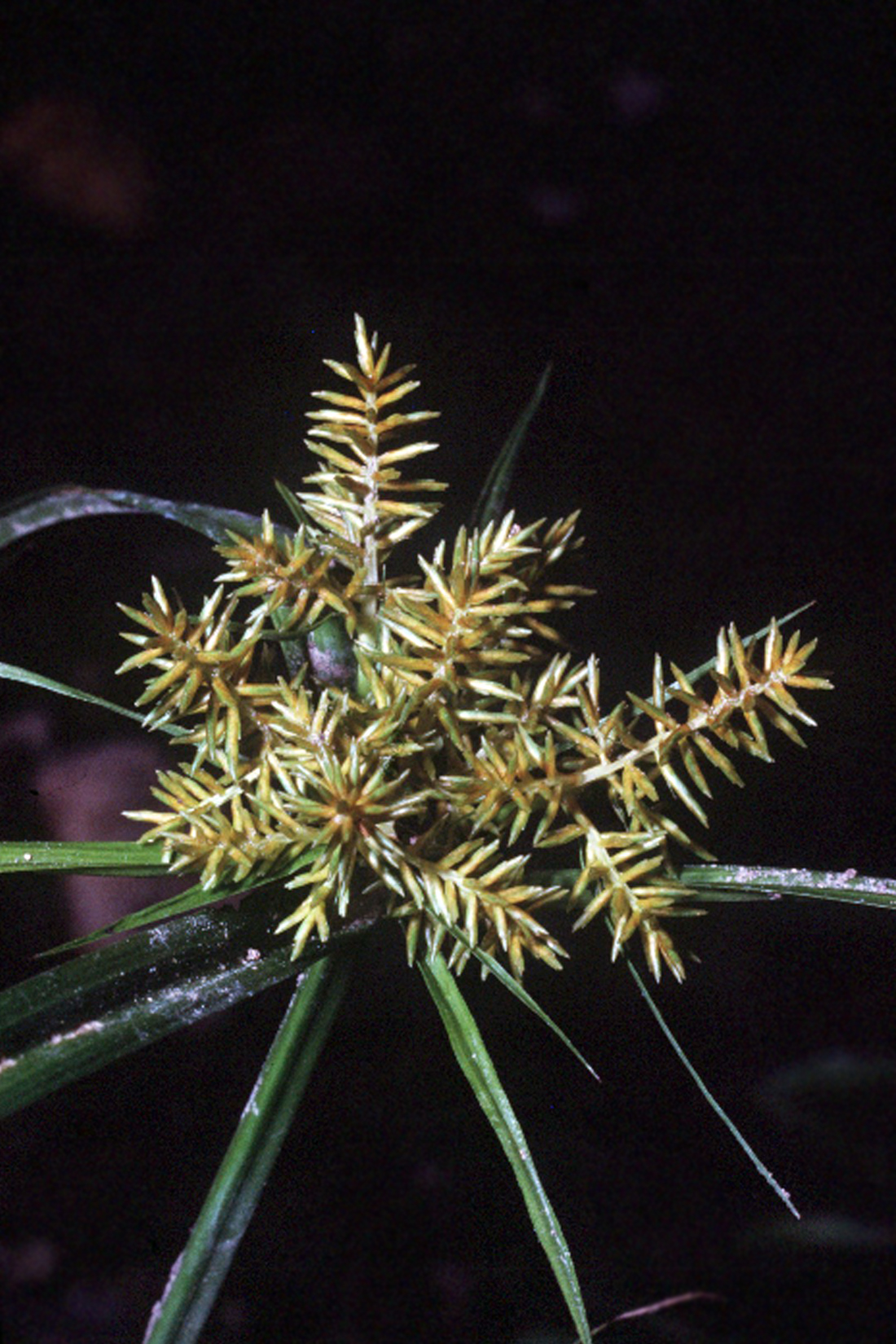
Cyperus esculentus

- Cyperus eboracensis R.Booth, D.J.Moore & Hodgon
- Cyperus echinatus (L.) Alph.Wood
- Cyperus echinus (J.Raynal) Bauters
- Cyperus eglobosus K.L.Wilson
- Cyperus ekmanii Kük.
- Cyperus elatus L.
- Cyperus elegans L.
- Cyperus elegantulus Steud.
- Cyperus elephantinus (C.B.Clarke) C.B.Clarke
- Cyperus endlichii Kük.
- Cyperus enervis R.Br.
- Cyperus entrerianus Boeckeler
- Cyperus ephemerus Kukkonen & Väre
- Cyperus eragrostis Lam.
- Cyperus erectus (Schumach.) Mattf. & Kük.
- Cyperus eremicus Kukkonen
- Cyperus erythrorrhizos Muhl.
- Cyperus erinaceus (Ridl.) Kük.
- Cyperus eriocauloides (Steud.) Bauters
- Cyperus erythrocephalus (S.S.Hooper) Bauters
- Cyperus esculentus L.
- Cyperus exaltatus Retz.
- Cyperus eximius (C.B.Clarke) Mattf. & Kük.
- Cyperus expansus Poir.

## F
- Cyperus fastigiatus Rottb.
- Cyperus fauriei Kük.
- Cyperus feani F.Br.
- Cyperus fedoniae G.C.Tucker
- Cyperus felicis (J.Raynal) Lye
- Cyperus felipponei Kük.
- Cyperus fendlerianus Boeckeler
- Cyperus ferax Rich.

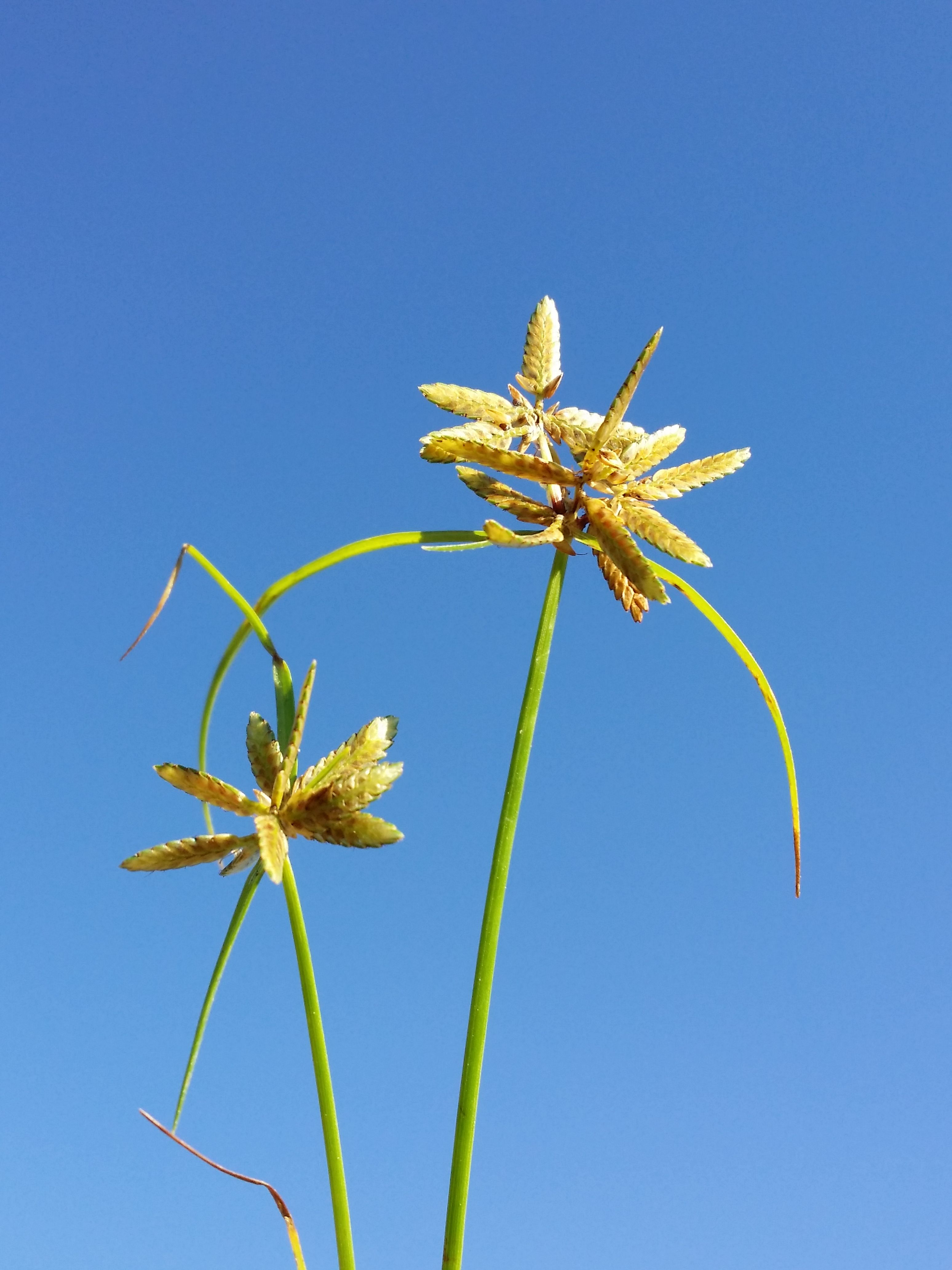
Cyperus flavescens

- Cyperus ferrugineoviridis (C.B.Clarke) Kük.
- Cyperus fertilis Boeckeler
- Cyperus filicinus Vahl
- Cyperus filiculmis Vahl
- Cyperus filifolius Willd. ex Kunth
- Cyperus filiformis Sw.
- Cyperus filipes Benth.
- Cyperus fischerianus Schimp. ex A.Rich.
- Cyperus fissus Steud.
- Cyperus flaccidus R.Br.
- Cyperus flavescens L.
- Cyperus flavidus Retz.
- Cyperus flavoculmis Lye
- Cyperus floribundus (Kük.) R.Carter & S.D.Jones
- Cyperus floridanus Britton
- Cyperus foliaceus C.B.Clarke
- Cyperus fontinalis (Cherm.)Kük.
- Cyperus forskalianus Väre & Kukkonen
- Cyperus friburgensis Boeckeler
- Cyperus fucosus K.L.Wilson
- Cyperus fugax Liebm.
- Cyperus fuligineus Chapm.
- Cyperus fulvoalbescens T.Koyama
- Cyperus fulvus R.Br.
- Cyperus fuscescens Willd. ex Link
- Cyperus fuscovaginatus Kük.
- Cyperus fuscus L.

## G
- Cyperus gardneri Nees
- Cyperus gayi (C.B.Clarke) Kük.
- Cyperus giganteus Vahl
- Cyperus gigantobulbes Lye
- Cyperus gilesii Benth.
- Cyperus glaber L.
- Cyperus glaucophyllus Boeckeler
- Cyperus glomeratus L.
- Cyperus gossweileri Kük.
- Cyperus graciliculmis Lye
- Cyperus gracilis R.Br.
- Cyperus gracillimus (Chiov.) Kük.
- Cyperus grammicus Kunze ex Kunth
- Cyperus granatensis C.B.Clarke
- Cyperus grandibulbosus C.B.Clarke
- Cyperus grandifolius J.G.Anderson
- Cyperus grandis C.B.Clarke
- Cyperus grandisimplex C.B.Clarke
- Cyperus granitophilus McVaugh
- Cyperus grayi Torr.
- Cyperus grayioides Mohlenbr.
- Cyperus grossianus Pedersen
- Cyperus guatemalensis Steud.
- Cyperus gubanii Väre & Kukkonen

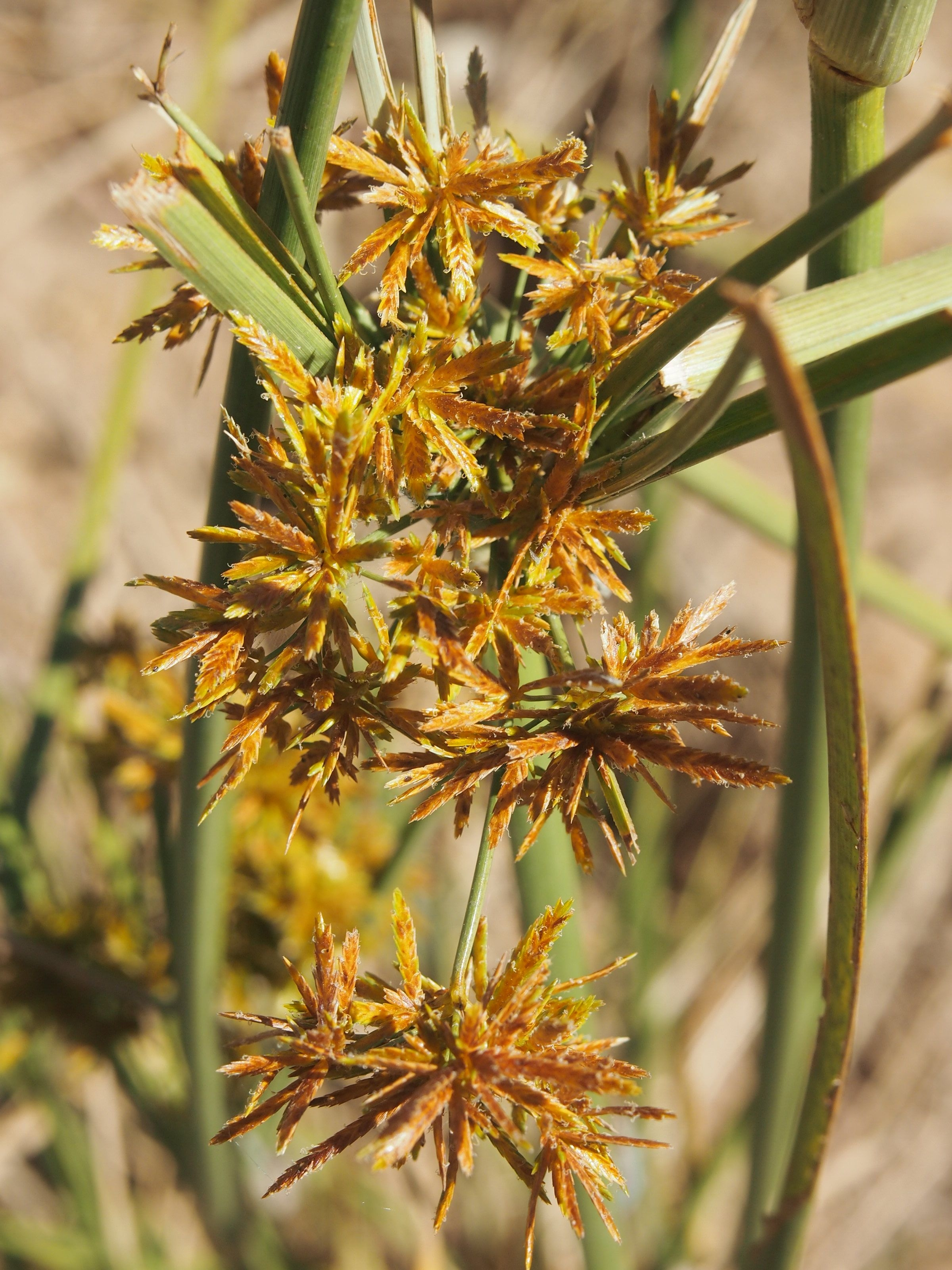
Cyperus gilesii

- Cyperus guianensis (C.B.Clarke) Kük.
- Cyperus gunnii Hook.f.
- Cyperus gymnocaulos Steud.
- Cyperus gypsophilus Lye

## H

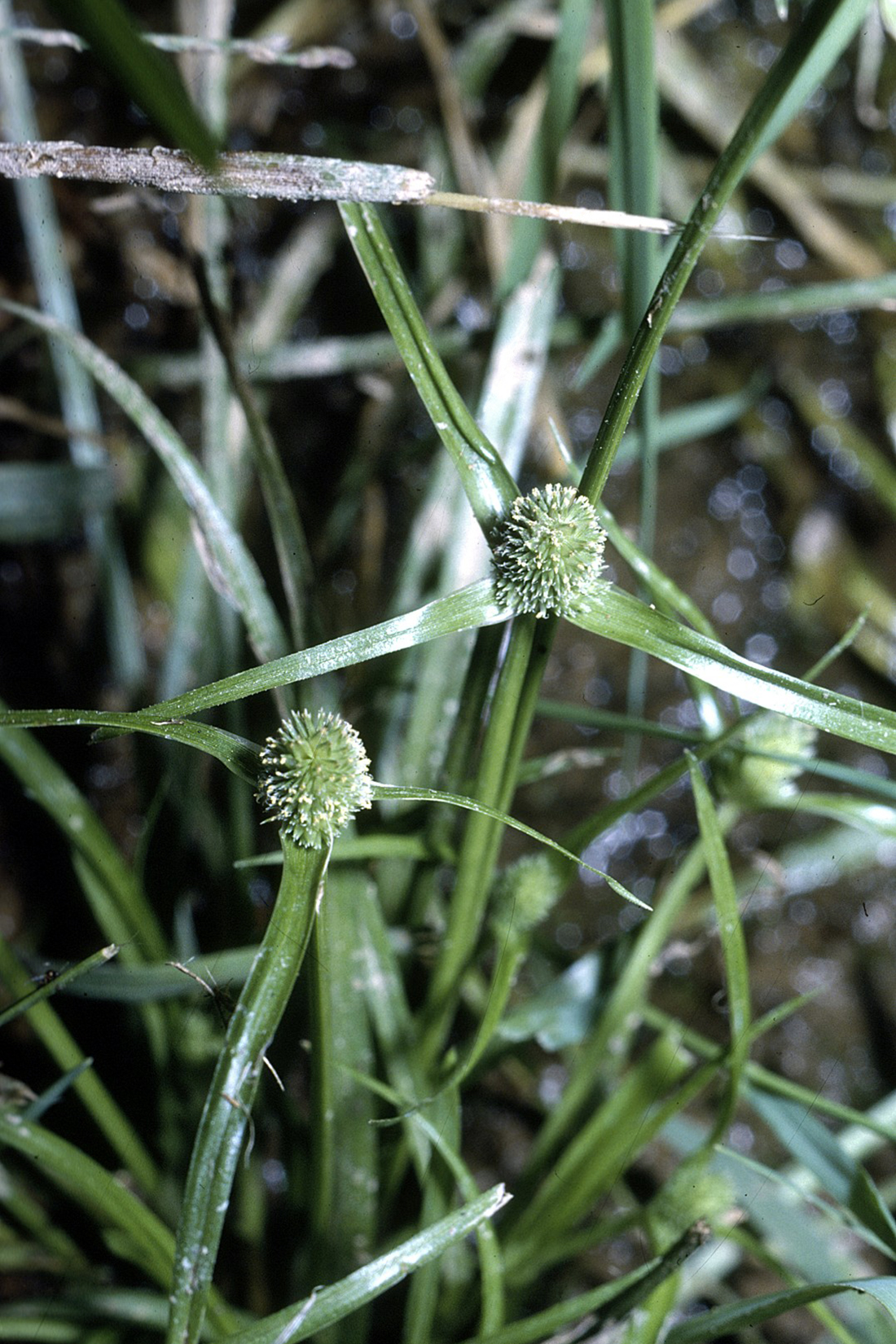
Cyperus hortensis

- Cyperus haematocephalus Boeckeler ex C.B.Clarke
- Cyperus hainanensis (Chun & F.C.How) G.C.Tucker
- Cyperus hakonensis Franch. & Sav.
- Cyperus hamulosus M.Bieb.
- Cyperus harrisii Kük.
- Cyperus haspan L.
- Cyperus hayesii (C.B.Clarke) Standl.
- Cyperus helferi Boeckeler
- Cyperus hemidrummondii Goetgh.
- Cyperus hemioccidentalis Goetgh.
- Cyperus hemisphaericus Boeckeler
- Cyperus hensii C.B.Clarke
- Cyperus hermaphroditus (Jacq.) Standl.
- Cyperus hesperius K.L.Wilson
- Cyperus heterocladus Baker
- Cyperus hieronymi Boeckeler
- Cyperus hilairenus Steud.
- Cyperus hilgendorfianus Boeckeler
- Cyperus hillebrandii Boeckeler
- Cyperus hirtellus (Chiov.) Kük.
- Cyperus holoschoenus R.Br.
- Cyperus holostigma C.B.Clarke ex Schweinf.
- Cyperus holstii Kük.
- Cyperus hooperae G.C.Tucker
- Cyperus hortensis (Salzm. ex Steud.) Dorr
- Cyperus houghtonii Torr.
- Cyperus humilis Kunth
- Cyperus hyalinus Vahl
- Cyperus hypochlorus Hillebr.
- Cyperus hypopitys G.C.Tucker
- Cyperus hystricinus Fernald
- Cyperus hystricoides (B.Nord.) Bauters

## I
- Cyperus imbecillis R.Br.
- Cyperus imbricatus Retz.
- Cyperus impolitus Kunth
- Cyperus impubes Steud.
- Cyperus inaequalis Willemet

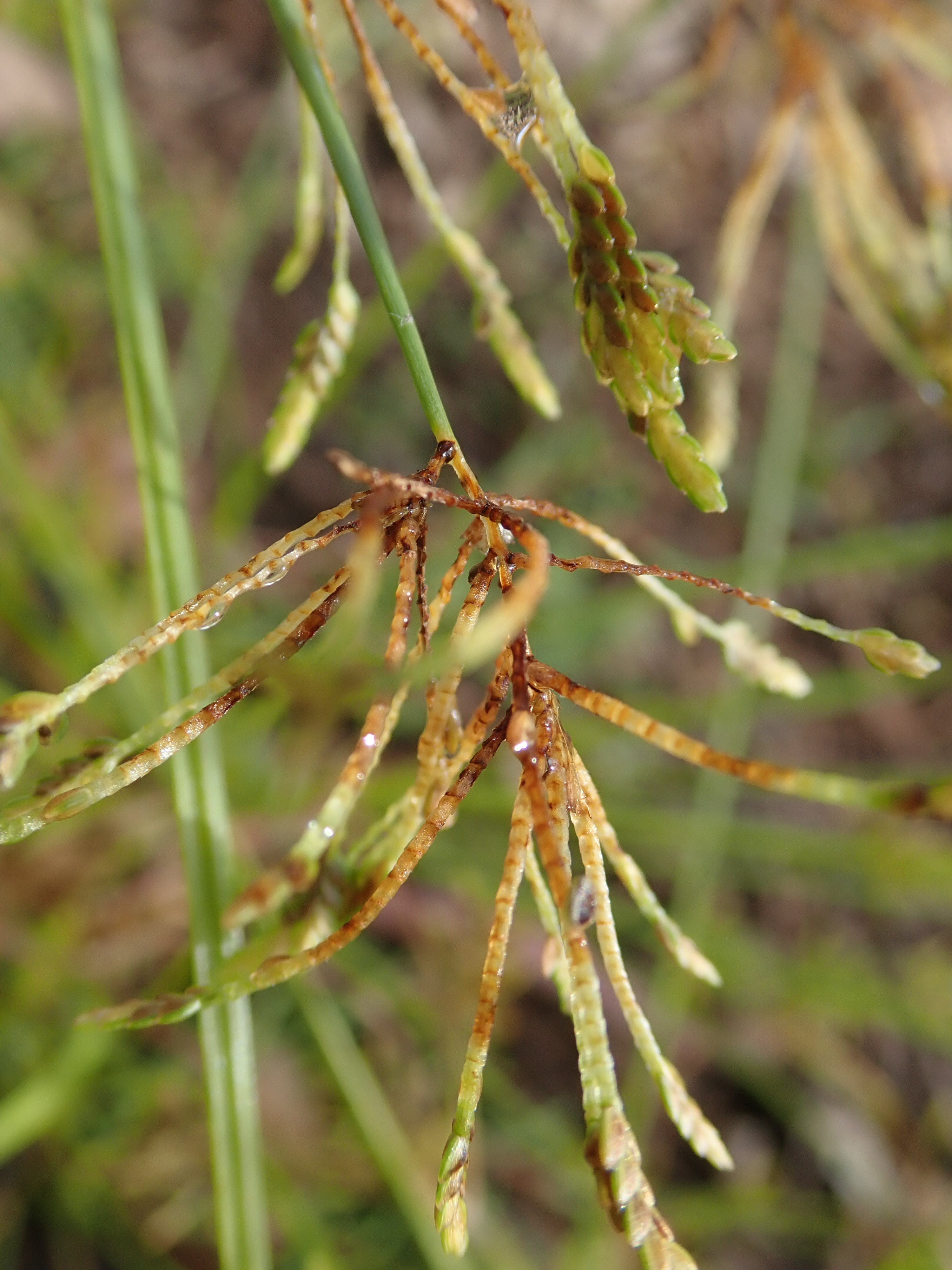
Cyperus iria

- Cyperus inauratus (Nees ex Boeckeler) Mattf. & Kük.
- Cyperus incompressus C.B.Clarke
- Cyperus incomtus Kunth
- Cyperus indecorus Kunth
- Cyperus infucatus Kunth
- Cyperus inops C.B.Clarke
- Cyperus inselbergensis Lye
- Cyperus × insidiosus Cherm.
- Cyperus insularis Heenan & de Lange
- Cyperus intactus Vahl
- Cyperus intricatus Schrad. ex Schult.
- Cyperus iria L.
- Cyperus isabellinus K.L.Wilson
- Cyperus ischnos Schltdl.
- Cyperus isolepis (Nees) Bauters
- Cyperus ivohibensis (Cherm.) Kük.
- Cyperus ixiocarpus F.Muell.

## J
- Cyperus javanicus Houtt.
- Cyperus jeminicus Rottb.

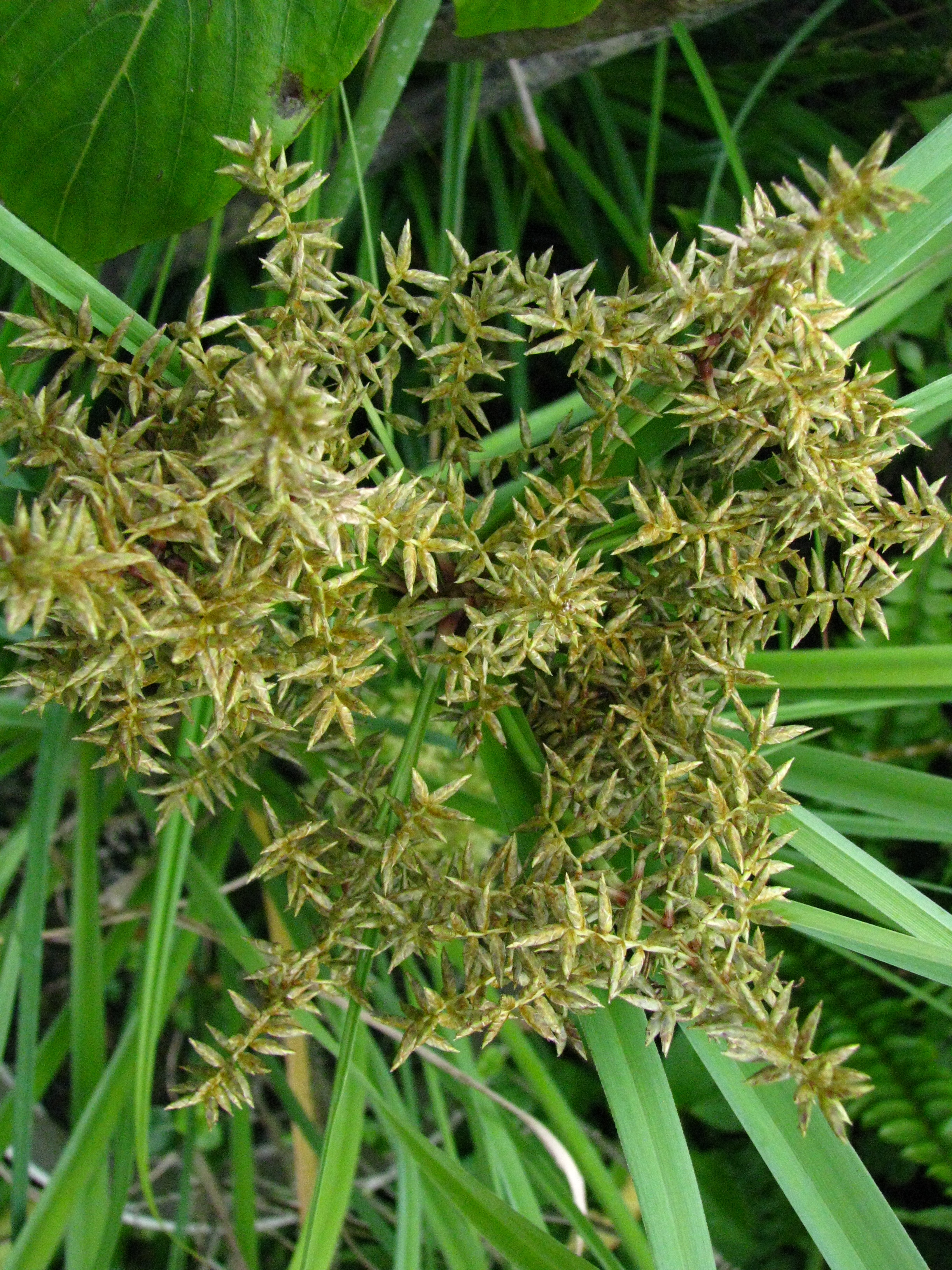
Cyperus javanicus

- Cyperus juncelliformis Peter & Kük.

## K
- Cyperus kabarensis Cherm.
- Cyperus kaessneri C.B.Clarke
- Cyperus kamtschaticus (Meinsh.) Yonek.
- Cyperus kanarensis (V.P.Prasad & N.P.Singh) V.P.Prasad & Govaerts
- Cyperus kappleri Hochst. ex Steud.
- Cyperus karisimbiensis (Cherm.) Kük.
- Cyperus karlschumannii C.B.Clarke
- Cyperus karthikeyanii Wad.Khan & Lakshmin.
- Cyperus kernii (Raymond) Bauters
- Cyperus kerstenii Boeckeler
- Cyperus kibweanus J.Duvign.
- Cyperus kilianii (Muasya & D.A.Simpson) Lye
- Cyperus kilimandscharicus Kük.
- Cyperus kipasensis Cherm.
- Cyperus kituiensis Muasya
- Cyperus koyaliensis Cherm.
- Cyperus kurzii C.B.Clarke
- Cyperus kwaleensis Lye
- Cyperus kyllingiella Larridon
- Cyperus kyllingiformis Lye

## L
- Cyperus lacunosus Griseb.
- Cyperus lacustris Schrad. ex Nees

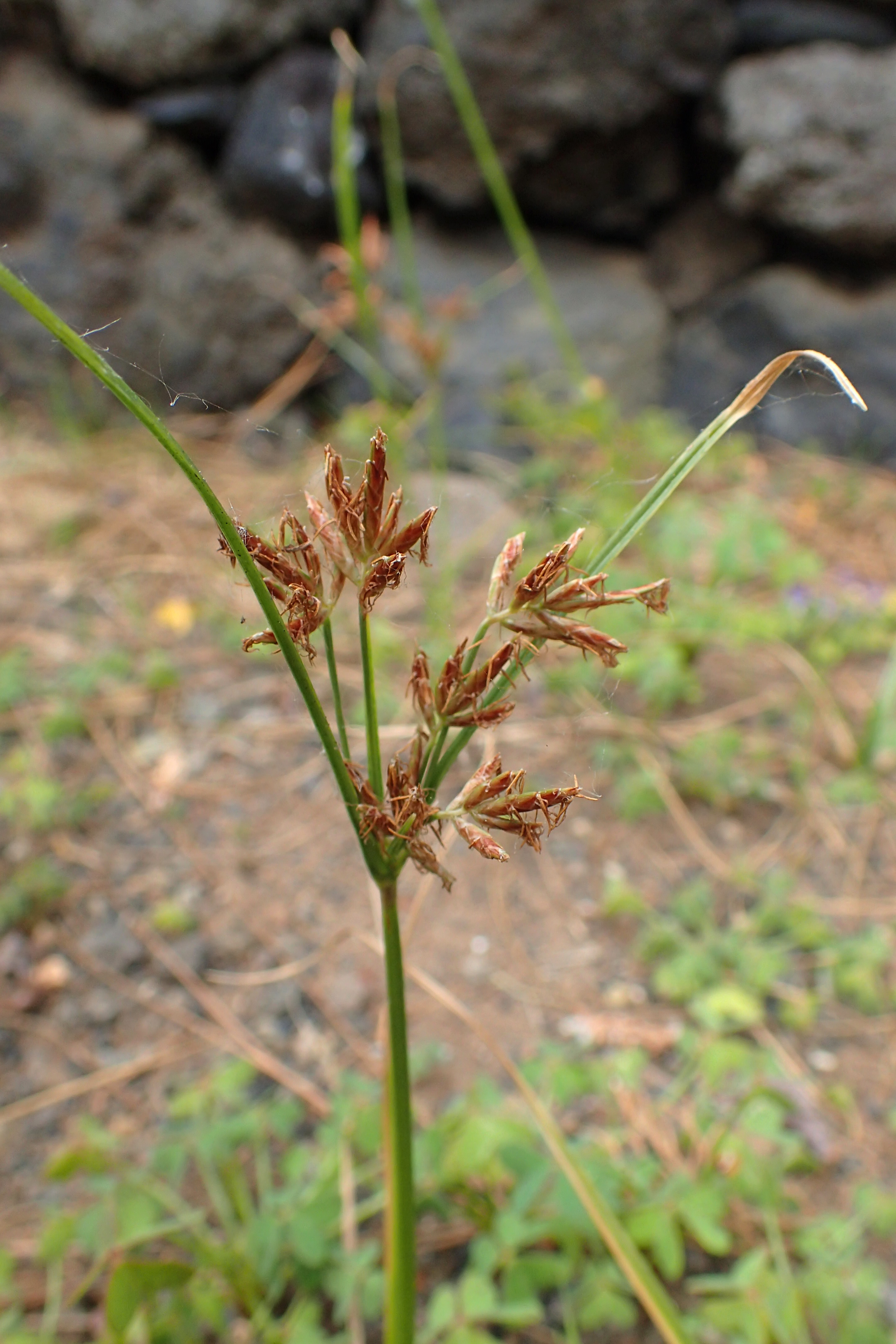
Cyperus longus

- Cyperus laeteflorens (C.B.Clarke) Kük.
- Cyperus laetus J.Presl & C.Presl
- Cyperus laevigatus L.
- Cyperus laevis R.Br.
- Cyperus lancastriensis Porter
- Cyperus lanceolatus Poir.
- Cyperus lateriticus J.Raynal
- Cyperus latifolius Poir.
- Cyperus latzii K.L.Wilson
- Cyperus laxispicatus Kük.
- Cyperus laxiflorus Poir.
- Cyperus laxus Lam.
- Cyperus lecontei Torr. ex Steud.
- Cyperus lehmannii (Nees) F.Muell.
- Cyperus leiocaulon Benth.
- Cyperus lentiginosus Millsp. & Chase
- Cyperus leptocarpus (F.Muell.) Bauters
- Cyperus leptocladus Kunth
- Cyperus leptorhachis Mattf. & Kük.
- Cyperus leucaspis (J.Raynal) Bauters
- Cyperus leucocephalus Retz.
- Cyperus lhotskyanus Beck
- Cyperus ligularis L.
- Cyperus limiticola Larridon & Reynders
- Cyperus limosus Maxim.
- Cyperus linearispiculatus T.L.Dai
- Cyperus lipoater Goetgh.
- Cyperus lipocarphioides (Kük.) Lye
- Cyperus lipocomosus Goetgh.
- Cyperus lipofiliformis Goetgh.
- Cyperus lipomexicanus Goetgh.
- Cyperus lipomonostachyus Goetgh.
- Cyperus lipopygmaeus Goetgh.
- Cyperus liporobinsonii Goetgh.
- Cyperus lipothermalis Goetgh.
- Cyperus locuples C.B.Clarke
- Cyperus longi-involucratus Lye
- Cyperus longiculmis Pereira-Silva, Hefler & R.Trevis.
- Cyperus longifolius Poir.
- Cyperus longispicula Muasya & D.A.Simpson
- Cyperus longistylus Kük.
- Cyperus longivaginans Kük.
- Cyperus longus L.
- Cyperus lucidus R.Br.
- Cyperus luerssenii Boeckeler
- Cyperus lundellii O'Neill
- Cyperus lupulinus (Spreng.) Marcks
- Cyperus luteostramineus Mattf. & Kük.
- Cyperus luteus Boeckeler
- Cyperus luzulae (L.) Retz.

## M
- Cyperus macer C.B.Clarke

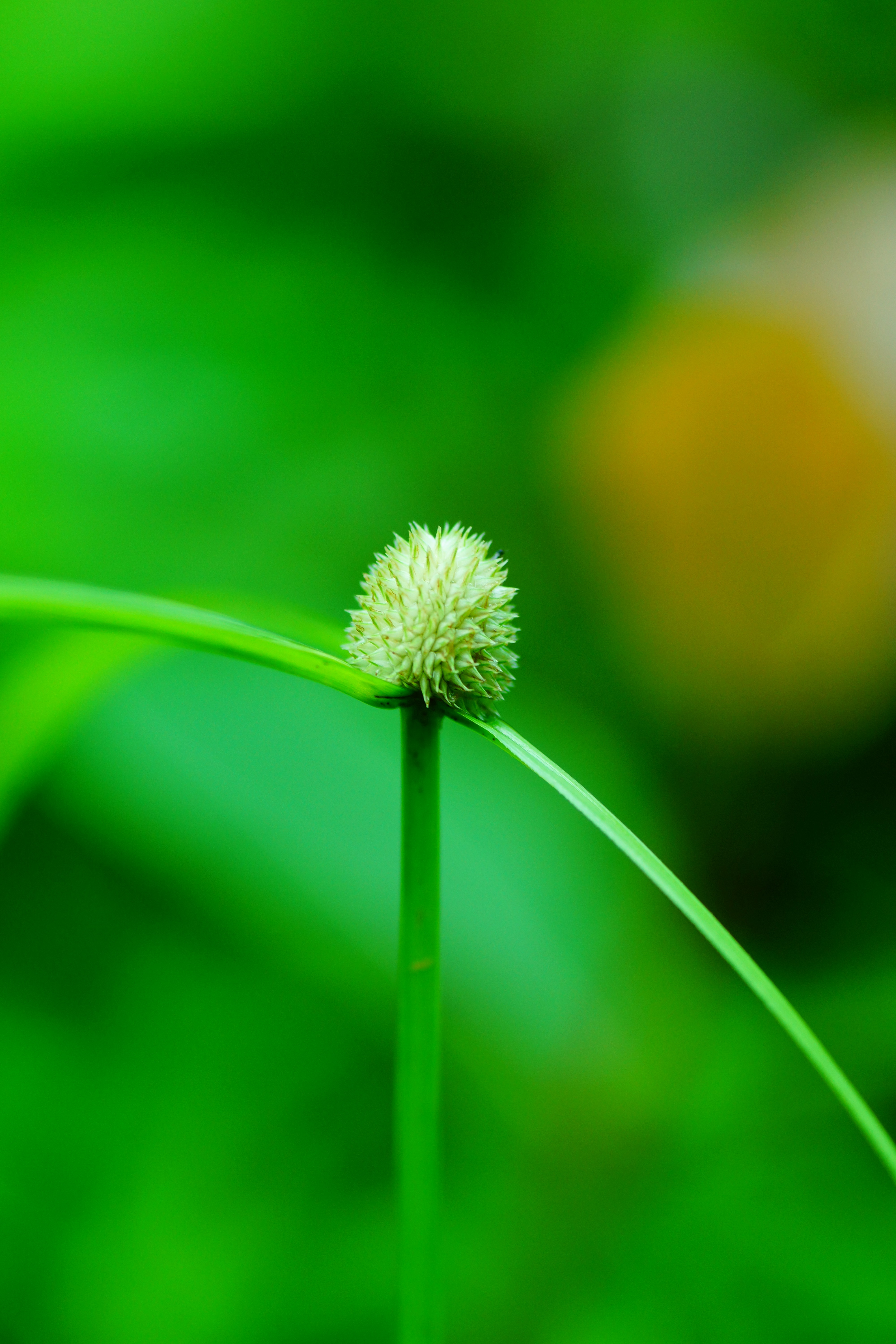
Cyperus mindorensis

- Cyperus macrocarpus (Kunth) Boeckeler
- Cyperus macropachycephalus Goetgh.
- Cyperus macrophyllus (Brongn.) Boeckeler
- Cyperus macrorrhizus  Nees
- Cyperus macrostachyos Lam.
- Cyperus maculatus Boeckeler
- Cyperus maderaspatanus Willd.
- Cyperus mahadevanii (Govind.) V.P.Prasad & Govaerts
- Cyperus majestuosus (P.A.Duvign. & G.Léonard) Bauters
- Cyperus malabaricus (C.B.Clarke) T.Cooke
- Cyperus malaccensis Lam.
- Cyperus malawicus (J.Raynal) Lye
- Cyperus mangorensis Cherm.
- Cyperus manimae Kunth
- Cyperus mapanioides C.B.Clarke
- Cyperus maranguensis K.Schum.
- Cyperus margaritaceus Vahl
- Cyperus marginatus Thunb.
- Cyperus marlothii Boeckeler
- Cyperus marojejyensis Bosser
- Cyperus marquisensis F.Br.
- Cyperus matagoroensis Muasya & D.A.Simpson
- Cyperus matudae G.C.Tucker
- Cyperus mauretaniensis Väre & Kukkonen
- Cyperus mbitheanus (Muasya) Huygh
- Cyperus medusaeus Chiov.
- Cyperus meeboldii Kük.
- Cyperus megalanthus (Kük.) G.C.Tucker
- Cyperus megapotamicus (A.Dietr.) Kunth
- Cyperus meistostylus S.T.Blake
- Cyperus melanacme (Nelmes) Raymond
- Cyperus melanospermus (Nees) Valck.Sur.
- Cyperus melas Ridl.
- Cyperus membranaceus Vahl
- Cyperus meridionalis Barros
- Cyperus × mesochorus Geise
- Cyperus metallorum (P.A.Duvign. & G.Léonard) Bauters
- Cyperus metzii  (Hochst. ex Steud.)Mattf. & Kük.
- Cyperus meyenianus Kunth
- Cyperus meyerianus Kunth
- Cyperus michelianus (L.) Delile
- Cyperus michoacanensis Britton ex C.B.Clarke
- Cyperus micrantherus Cherm.
- Cyperus microaureus Lye
- Cyperus microbolbos C.B.Clarke
- Cyperus microbracteatus (Lye) Lye
- Cyperus microbrunneus G.C.Tucker
- Cyperus microbulbosus (Lye) Lye
- Cyperus microcephalus R.Br.
- Cyperus microcristatus Lye
- Cyperus microglumis D.A.Simpson
- Cyperus microiria Steud.
- Cyperus micromariscus Lye
- Cyperus micromedusaeus Lye
- Cyperus micromelas (Lye) Lye
- Cyperus micropelophilus Lye
- Cyperus microumbellatus Lye
- Cyperus miliifolius Poepp. & Kunth
- Cyperus mindorensis (Steud.) Huygh
- Cyperus mirus C.B.Clarke
- Cyperus mitis Steud.
- Cyperus mogadoxensis Chiov.
- Cyperus molliglumis Cherm.
- Cyperus mollipes (C.B.Clarke) K.Schum.
- Cyperus monoflorus Lye
- Cyperus monospermus (S.M.Huang) G.C.Tucker
- Cyperus mortonii (S.S.Hooper) Lye
- Cyperus moutona F.Br.
- Cyperus mudugensis D.A.Simpson
- Cyperus multifolius Kunth
- Cyperus multinervatus Bosser
- Cyperus multispicatus Boeckeler
- Cyperus multispiceus R.Booth, D.J.Moore & Hodgon
- Cyperus mundii (Nees) Kunth
- Cyperus mundulus Kunth
- Cyperus muniziae G.C.Tucker
- Cyperus munnarensis V.P.Prasad & Govaerts
- Cyperus mutisii (Kunth) Andersson
- Cyperus mwinilungensis Podlech
- Cyperus myrmecias Ridl.

## N
- Cyperus nanellus Tang & F.T.Wang
- Cyperus nanus Willd.

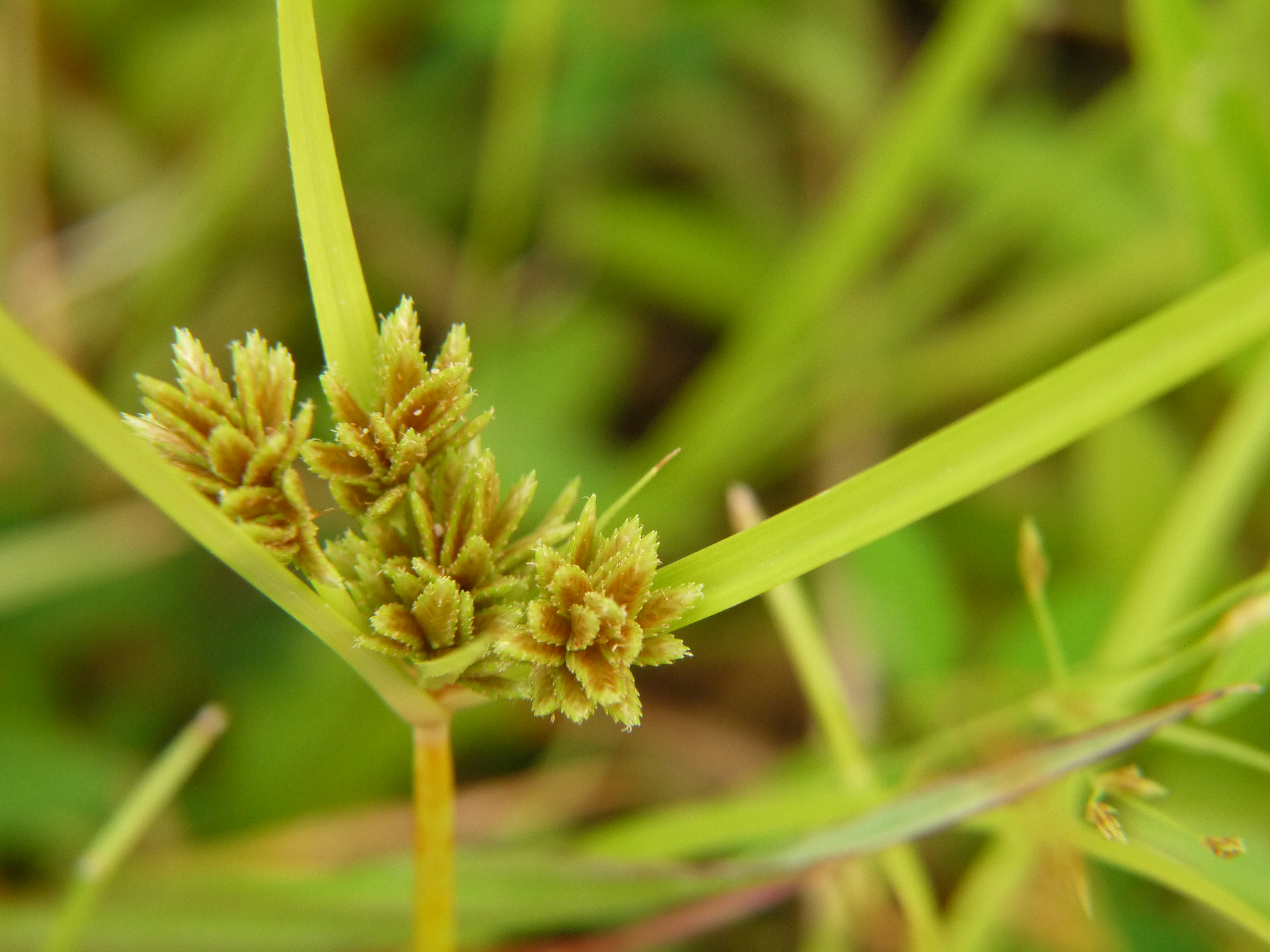
Cyperus nipponicus

- Cyperus natalensis Hochst. ex C.Krauss
- Cyperus nayaritensis G.C.Tucker
- Cyperus nduru Cherm.
- Cyperus nemoralis Cherm.
- Cyperus neobarteri T.Koyama
- Cyperus neochinensis (Tang & F.T.Wang) Bauters
- Cyperus neoguinensis Kük.
- Cyperus neokunthianus Kük.
- Cyperus neotropicalis Alain
- Cyperus neourbanii Kük.
- Cyperus nervosostriatus Turrill
- Cyperus nervulosus (Kük.) S.T.Blake
- Cyperus ngothe (Mtot.) Huygh
- Cyperus niederleinianus Boeckeler
- Cyperus niger Ruiz & Pav.
- Cyperus nigricans Steud.
- Cyperus nigriceps Huygh
- Cyperus nigripes (C.B.Clarke) Kük.
- Cyperus nigrofuscus T.L.Dai
- Cyperus niigatensis Ohwi
- Cyperus nipponicus Franch. & Sav.
- Cyperus nitidus Lam.
- Cyperus niveoides C.B.Clarke
- Cyperus niveus Retz.
- Cyperus noeanus Boiss.
- Cyperus nudiceps (C.B.Clarke ex Standl.) O'Neill
- Cyperus nuerensis Boeckeler
- Cyperus nutans Vahl
- Cyperus nyasensis (Podlech) Lye
- Cyperus nyererei Lye
- Cyperus nyikanus Govaerts

## O

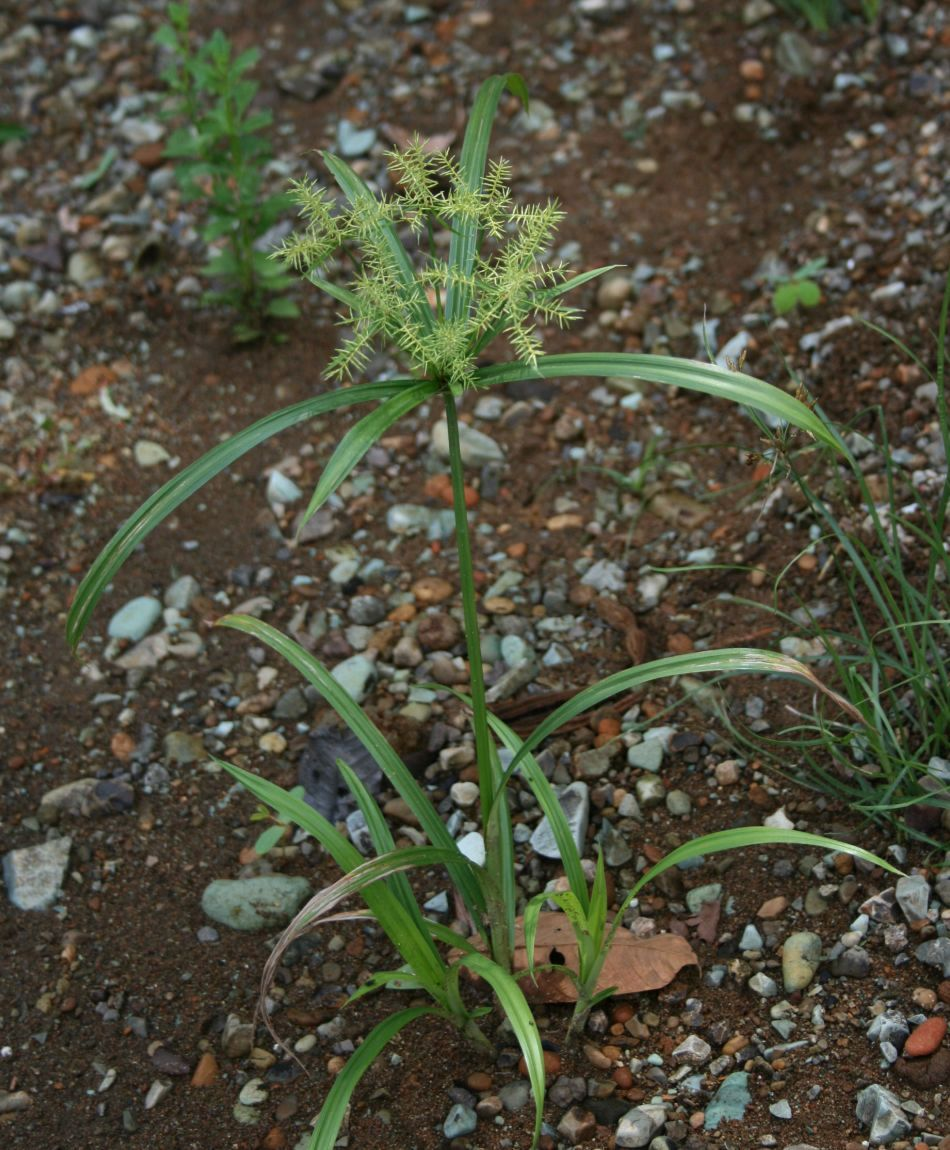
Cyperus odoratus

- Cyperus oakfortensis Boeckeler ex C.B.Clarke
- Cyperus obbiadensis Chiov.
- Cyperus oblongoincrassatus Kük.
- Cyperus obtusatus (J.Presl & C.Presl) Mattf. & Kük.
- Cyperus obtusus Willemet
- Cyperus ochraceus Vahl
- Cyperus odoratus L.
- Cyperus ohwii Kük.
- Cyperus okavangensis (Podlech) Reynders
- Cyperus onerosus M.C.Johnst.
- Cyperus orgadophilus K.L.Wilson
- Cyperus ornatus R.Br.
- Cyperus orthostachyus Franch. & Sav.
- Cyperus ossicaulis Lye
- Cyperus ovatus Baldwin
- Cyperus owanii Boeckeler
- Cyperus oxycarpus S.T.Blake
- Cyperus oxylepis Nees ex Steud.

## P
- Cyperus pachycephalus J.Kern
- Cyperus pachyrhizus Nees
- Cyperus pachystylus (Kük.) Kük.
- Cyperus pacificus (Ohwi) Ohwi
- Cyperus pagotii (J.Raynal) Lye
- Cyperus palianparaiensis Govind.

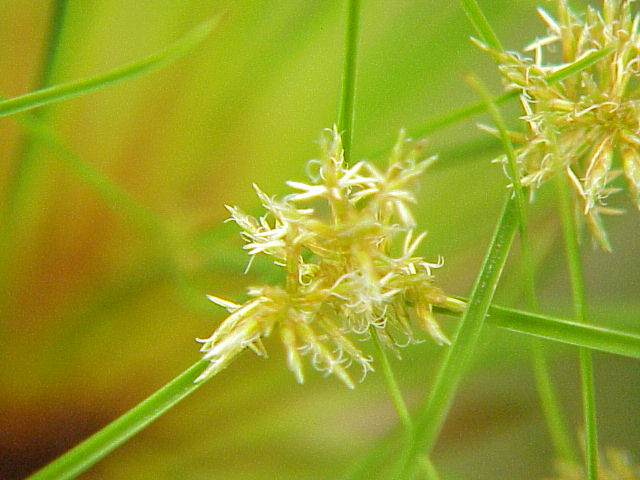
Cyperus papyrus

- Cyperus pallidicolor (Kük.) G.C.Tucker
- Cyperus pallidiviridis T.Koyama
- Cyperus palmatus (Lye) C.Archer & Goetgh.
- Cyperus panamensis (C.B.Clarke) Britton ex Standl.
- Cyperus pandanophyllum C.B.Clarke
- Cyperus pangorei Rottb.
- Cyperus paniceus (Rottb.) Boeckeler
- Cyperus pannonicus Jacq.
- Cyperus paolii Chiov.
- Cyperus papyrus L.
- Cyperus paramoensis G.C.Tucker
- Cyperus parishii Britton
- Cyperus pauper Hochst. ex A.Rich.
- Cyperus pearcei C.B.Clarke
- Cyperus pectinatus Vahl
- Cyperus pedunculatus (R.Br.) J.Kern
- Cyperus pedunculosus F.Muell.
- Cyperus pelophilus Ridl.
- Cyperus pendulus Cherm.
- Cyperus penicillatus Conz.
- Cyperus pennatiformis Kük.
- Cyperus pennellii O'Neill & Ben.Ayers
- Cyperus penzoanus Pic.Serm.
- Cyperus perangustus S.T.Blake
- Cyperus perennis (M.E.Jones) O'Neill
- Cyperus pernambucensis Steud.
- Cyperus perrieri (Cherm.) Hoenselaar
- Cyperus perspicuus (S.S.Hooper) Bauters
- Cyperus persquarrosus T.Koyama
- Cyperus pertenuis Roxb.
- Cyperus pervillei Boeckeler
- Cyperus peteri Kük.
- Cyperus phaeolepis Cherm.
- Cyperus phillipsiae (C.B.Clarke) Kük.
- Cyperus phleoides (Nees ex Kunth) H.Mann
- Cyperus picardae Boeckeler
- Cyperus pilosulus (C.B.Clarke) K.Schum. ex Kük.
- Cyperus pilosus Vahl
- Cyperus pinetorum Britton
- Cyperus planifolius Rich.
- Cyperus plantaginifolius Cherm.
- Cyperus plateilema (Steud.) Kük.
- Cyperus platycaulis Baker
- Cyperus platyphyllus Roem. & Schult.
- Cyperus platystylis R.Br.
- Cyperus plukenetii Fernald
- Cyperus pluricephalus Lye
- Cyperus plurinervosus Bodard
- Cyperus podocarpus Boeckeler
- Cyperus poecilus C.B.Clarke
- Cyperus poeppigii Kunth
- Cyperus pohlii (Nees) Steud.
- Cyperus poikilostachys (Nelmes) Reynders
- Cyperus polyanthelus Govind.
- Cyperus polystachyos Rottb.
- Cyperus portae-tartari K.L.Wilson
- Cyperus potiguar A.R.O.Ribeiro, M.Alves & R.C.Oliveira
- Cyperus praealtus Kük.
- Cyperus praemorsus Boeckeler
- Cyperus pratensis Boeckeler
- Cyperus pratorum Korotky
- Cyperus prieurianus (Steud.) T.Koyama
- Cyperus procerus Rottb.
- Cyperus prolifer Lam.
- Cyperus prolixus Kunth
- Cyperus proteus (Welw.) Bauters
- Cyperus psammophilus Cherm.
- Cyperus pseuderemicus Kukkonen & Väre
- Cyperus pseudobrunneus (C.B.Clarke ex Cherm.) Kük.
- Cyperus pseudobulbosus (Mtot.)Lye
- Cyperus pseudodiaphanus (S.S.Hooper) Lye
- Cyperus pseudodistans Uittien
- Cyperus pseudoflavus (Kük.) Lock
- Cyperus pseudohildebrandtii Kük.
- Cyperus pseudokyllingioides Kük.
- Cyperus pseudopeteri (Goetgh.) Bauters
- Cyperus pseudopetiolatus G.C.Tucker
- Cyperus pseudopilosus (C.B.Clarke) Govaerts
- Cyperus pseudosomaliensis Kük.
- Cyperus pseudothyrsiflorus (Kük.) R.Carter & S.D.Jones
- Cyperus pseudovegetus Steud.
- Cyperus pseudovestitus (C.B.Clarke) Kük.
- Cyperus pubens Kük.
- Cyperus pulchellus R.Br.
- Cyperus pulcher Thunb.
- Cyperus pulcherrimus Willd. ex Kunth
- Cyperus pulguerensis M.T.Strong
- Cyperus pulicaris Kük.
- Cyperus pumilus L.
- Cyperus puncticulatus Vahl
- Cyperus purpureoluteus (Ridl.) Bauters
- Cyperus purpureoviridis Lye
- Cyperus pustulatus Vahl
- Cyperus pycnostachyus (Kunth) Kunth
- Cyperus pyramidalis (Govind.) V.P.Prasad & Govaerts
- Cyperus pyrotechnicus Lock

## R
- Cyperus radians Nees & Meyen ex Kunth
- Cyperus ramosus (Benth.) Kük.
- Cyperus rapensis F.Br.

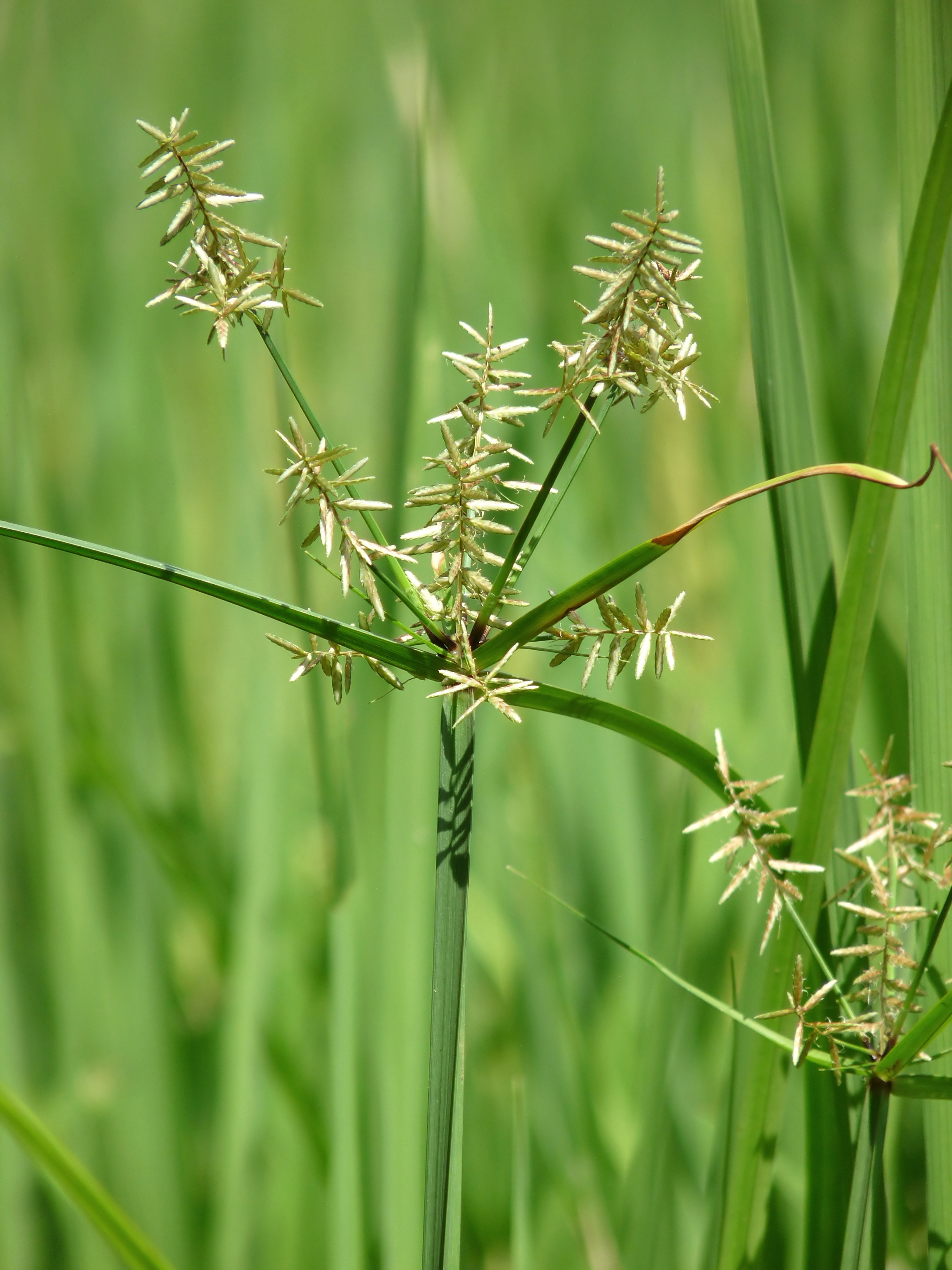
Cyperus rotundus

- Cyperus raynalianus (Govind.) Bauters
- Cyperus recurvispicatus Lye
- Cyperus reddyi (S.S.Hooper) Bauters
- Cyperus redolens Maury ex Micheli
- Cyperus reduncus Hochst. ex Boeckeler
- Cyperus reflexus Vahl
- Cyperus refractus Engelm. ex Boeckeler
- Cyperus regiomontanus Britton
- Cyperus rehmii Merxm.
- Cyperus remotiflorus Kük.
- Cyperus remotispicatus S.S.Hooper
- Cyperus remotus (C.B.Clarke) Kük.
- Cyperus renschii Boeckeler
- Cyperus retroflexus Buckley
- Cyperus retrofractus (L.) Torr.
- Cyperus retrorsus Chapm.
- Cyperus rheophyticus Lye
- Cyperus rhizomafragilis (Lye) Lye
- Cyperus rhizomatosus (C.B.Clarke) Kük.
- Cyperus rhynchosporoides Kük.
- Cyperus richardii Steud.
- Cyperus ridleyi Mattf. & Kük.
- Cyperus rigens J.Presl & C.Presl
- Cyperus rigidellus (Benth.) J.M.Black
- Cyperus rigidifolius Steud.
- Cyperus robinsonianus (Mtot.) Lye
- Cyperus rockii Kük.
- Cyperus rohlfsii Boeckeler
- Cyperus rotundus L.
- Cyperus rubicundus Vahl
- Cyperus rubidomontanus (Browning) Larridon
- Cyperus rubriglumosus Govind.
- Cyperus rufostriatus C.B.Clarke ex Cherm.
- Cyperus rukwanus Huygh
- Cyperus rupestris Kunth
- Cyperus rupicola S.T.Blake
- Cyperus ruwenzoriensis (C.B.Clarke) Huygh

## S
- Cyperus sahelii Väre & Kukkonen

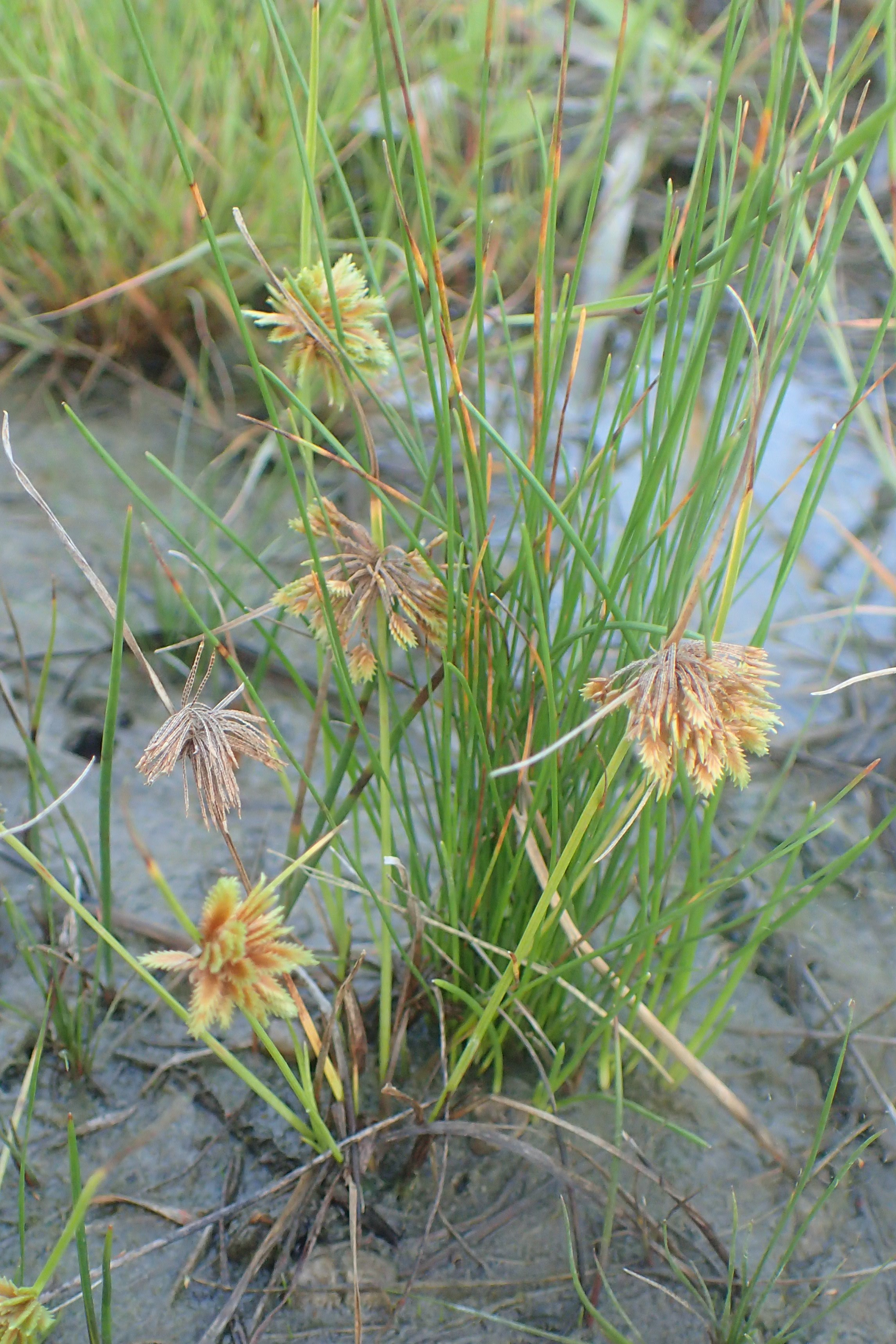
Cyperus squarrosus

- Cyperus salzmannianus (Steud.) Bauters
- Cyperus sandwicensis Kük.
- Cyperus sanguineoater Boeckeler
- Cyperus sanguinolentus Vahl
- Cyperus sartorii Kük.
- Cyperus scaber (R.Br.) Boeckeler
- Cyperus scabricaulis Lye
- Cyperus scaettae (Cherm.) Reynders
- Cyperus scariosus R.Br.
- Cyperus schaffneri Boeckeler
- Cyperus schimperianus Steud.
- Cyperus schinzii Boeckeler
- Cyperus schlechteri C.B.Clarke
- Cyperus schomburgkianus Nees
- Cyperus schomburgkii (Friedl.) Bauters
- Cyperus schweinfurthii (Chiov.) Kük.
- Cyperus schweinitzii Torr.
- Cyperus sciaphilus Cherm.
- Cyperus scleropodus Chiov.
- Cyperus scott-elliotii Govaerts
- Cyperus sculptus S.T.Blake
- Cyperus secubans K.L.Wilson
- Cyperus seemannianus Boeckeler
- Cyperus sellowianus (Kunth) T.Koyama
- Cyperus semifertilis S.T.Blake
- Cyperus semiochraceus Boeckeler
- Cyperus semitrifidus Schrad.
- Cyperus senegalensis (C.B.Clarke) Mattf. & Kük.
- Cyperus sensilis Baijnath
- Cyperus serotinus Rottb.
- Cyperus serratangulus (Peter & Kük.) Huygh
- Cyperus seslerioides Kunth
- Cyperus sesquiflorus (Torr.) Mattf. & Kük.
- Cyperus setiformis Korsh.
- Cyperus setiger Torr. & Hook.
- Cyperus sexangularis Nees
- Cyperus sexflorus R.Br.
- Cyperus sharonensis Danin & Kukkonen
- Cyperus sharpei R.Booth, D.J.Moore & Hodgon
- Cyperus shepherdii G.C.Tucker & Gandhi
- Cyperus siamensis (C.B.Clarke) Bauters
- Cyperus sieberianus Spreng.
- Cyperus sikkimensis Kük.
- Cyperus silletensis Nees
- Cyperus simaoensis Y.Y.Qian
- Cyperus simplex Kunth
- Cyperus simpsonii (Muasya) Larridon
- Cyperus smithianus Ridl.
- Cyperus solidifolius Boeckeler
- Cyperus solidus Kunth
- Cyperus somalidunensis Lye
- Cyperus somaliensis C.B.Clarke
- Cyperus songeensis (Lye) Lye
- Cyperus soongoricus Kar. & Kir.
- Cyperus sordidus J.Presl & C.Presl
- Cyperus soyauxii Boeckeler
- Cyperus spectabilis Link
- Cyperus sphacelatus Rottb.
- Cyperus sphaerocephalus Vahl
- Cyperus sphaeroideus L.A.S.Johnson & O.D.Evans
- Cyperus sphaerolepis Boeckeler
- Cyperus sphaerospermus Schrad.
- Cyperus spiciger Vahl
- Cyperus splendens (Cherm.) Kük.
- Cyperus sporobolus R.Br.
- Cyperus squarrosulus (Cherm.)Kük.
- Cyperus squarrosus L.
- Cyperus steadii Kük.
- Cyperus stenophyllus J.V.Suringar
- Cyperus stergiosii G.C.Tucker
- Cyperus steudneri (Boeckeler) Larridon
- Cyperus stewartii G.C.Tucker
- Cyperus stolonifer Retz.
- Cyperus stradbrokensis Domin
- Cyperus stramineoferrugineus Kük.
- Cyperus strigosus L.
- Cyperus strongii G.C.Tucker & Gandhi
- Cyperus stroudii Alan Gray & G.L.Stott
- Cyperus subaequalis Baker
- Cyperus subbadius Kük.
- Cyperus subcaracasanus Kük.
- Cyperus subcastaneus D.A.Simpson
- Cyperus subfuscus Debeaux
- Cyperus sublaevicarinatus Mattf. & Kük.
- Cyperus sublimis (C.B.Clarke) Dandy
- Cyperus submicrolepis Kük.
- Cyperus subpapuanus Kük.
- Cyperus subparadoxus Kük.
- Cyperus subsquarrosus (Muhl.) Bauters
- Cyperus substramineus Kük.
- Cyperus subtenax Kük.
- Cyperus subtenuis (Kük.) M.T.Strong
- Cyperus subtilis (Kük.) Väre & Kukkonen
- Cyperus subtrigonus (C.B.Clarke) Kük.
- Cyperus subulatus R.Br.
- Cyperus sulcinux C.B.Clarke
- Cyperus surinamensis Rottb.
- Cyperus svensonii G.C.Tucker
- Cyperus swartzii (A.Dietr.) Boeckeler ex Kük.
- Cyperus sylvestris Ridl.
- Cyperus szechuanensis T.Koyama

## T
- Cyperus tabina Steud. ex Boeckeler
- Cyperus tabularis Schrad.
- Cyperus tacnensis Nees & Meyen
- Cyperus tanyphyllus Ridl.
- Cyperus tanzaniae (Lye) Lye

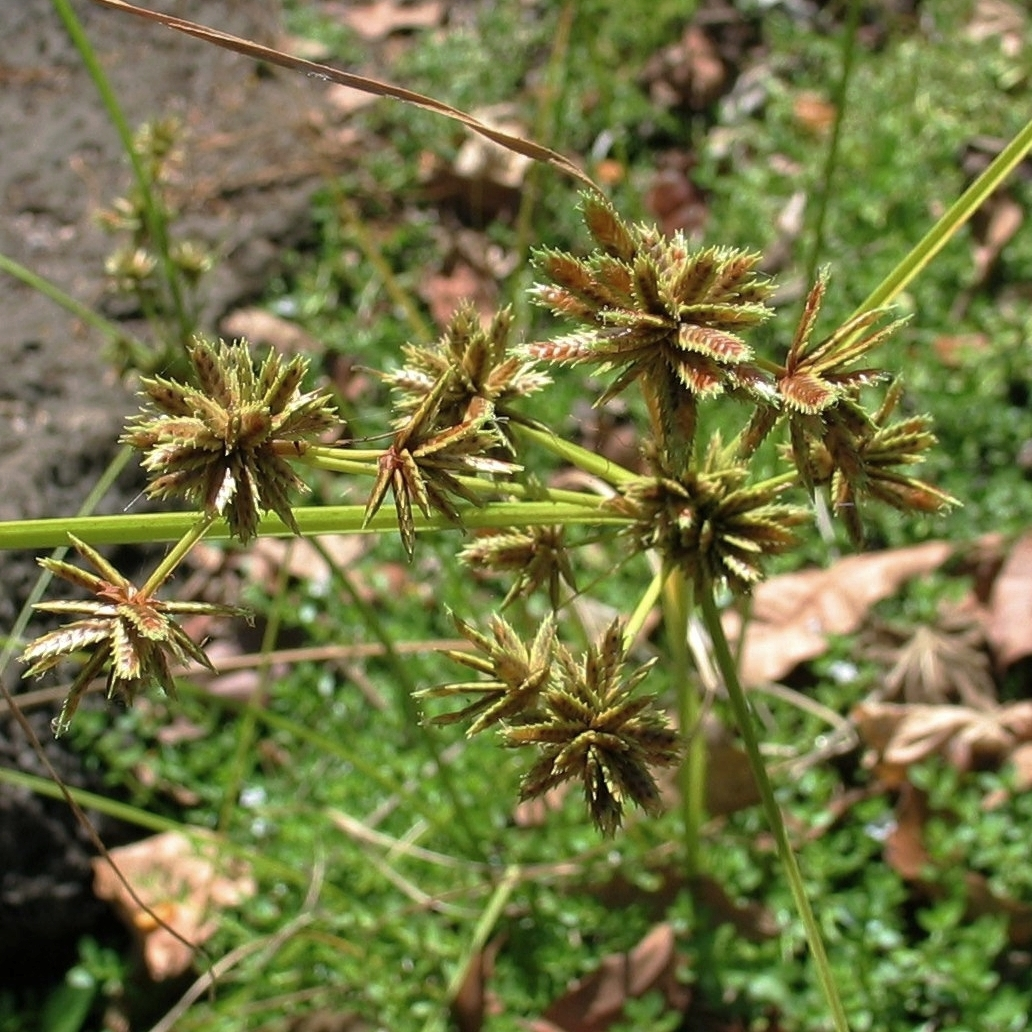
Cyperus trachysanthos

- Cyperus tatandaensis Muasya & D.A.Simpson
- Cyperus tempeae G.C.Tucker
- Cyperus tenax Boeckeler
- Cyperus tenerrimus J.Presl & C.Presl
- Cyperus tenuiculmis Boeckeler
- Cyperus tenuiflorus Rottb.
- Cyperus tenuis Sw.
- Cyperus tenuispica Steud.
- Cyperus tenuispiculatus Boeckeler
- Cyperus testui (Cherm.) Reynders
- Cyperus tetracarpus Boeckeler
- Cyperus tetragonus Elliott
- Cyperus tetraphyllus R.Br.
- Cyperus thomasii G.C.Tucker
- Cyperus thomensis (C.B.Clarke) Marais
- Cyperus thomsonii Boeckeler
- Cyperus thorelii E.G.Camus
- Cyperus thorncroftii McClean
- Cyperus thunbergii Vahl
- Cyperus thyrsiflorus Jungh. ex Schltdl.
- Cyperus tibialis (Poit. ex Ledeb.) Govaerts
- Cyperus tisserantioides (Mtot.) Lye
- Cyperus tomaiophyllus K.Schum.
- Cyperus tonkinensis C.B.Clarke
- Cyperus trachysanthos Hook. & Arn.
- Cyperus trailii C.B.Clarke
- Cyperus trialatus (Boeckeler) J.Kern
- Cyperus trichodes Griseb.
- Cyperus trigonellus Suess.
- Cyperus trigynus Spreng.
- Cyperus trinervis R.Br.
- Cyperus trisulcus D.Don
- Cyperus tuberosus Rottb.
- Cyperus turrialbanus Gómez-Laur.
- Cyperus tuckerianus Pereira-Silva, Hefler & R.Trevis.
- Cyperus × turbatus Baijnath
- Cyperus turrillii Kük.
- Cyperus tweediei C.B.Clarke

## U
- Cyperus ugogensis Peter & Kük.

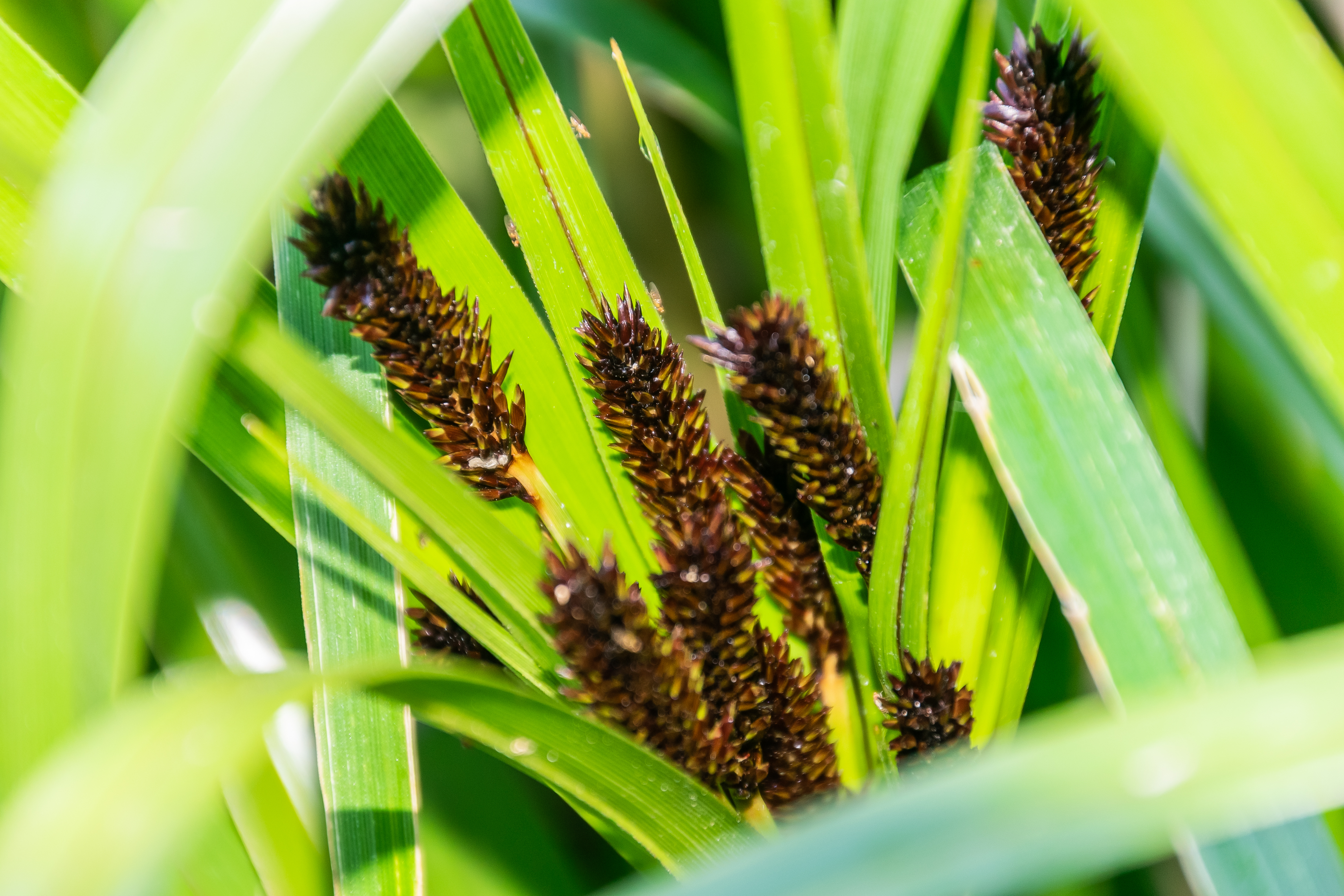
Cyperus ustulatus

- Cyperus uitenhagensis (Steud.) C.Archer & Goetgh.
- Cyperus uncinulatus Schrad. ex Nees
- Cyperus undulatus Kük.
- Cyperus unicolor Boeckeler
- Cyperus unifolius Boeckeler
- Cyperus unioloides R.Br.
- Cyperus unispicatus Bauters, Reynders & Goetgh.
- Cyperus urbanii Boeckeler
- Cyperus usitatus Burch. ex Roem. & Schult.
- Cyperus ustulatus A.Rich.

## V
- Cyperus vaginatus R.Br.

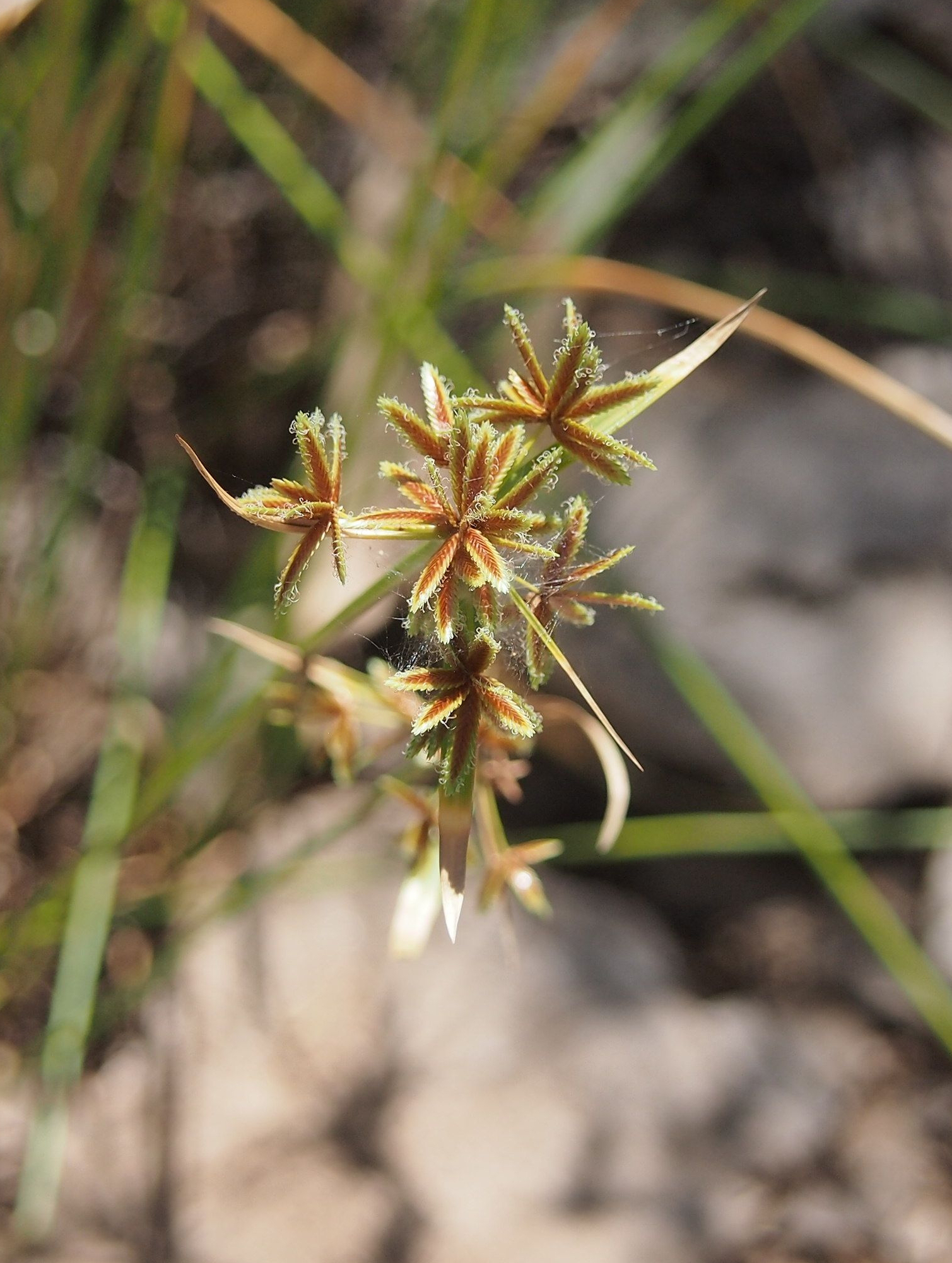
Cyperus vaginatus

- Cyperus valiae Pereira-Silva, Hefler & R.Trevis.
- Cyperus vandervekenii Reynders, Dhooge & Goetgh.
- Cyperus varicus (C.B.Clarke ex Cherm.) Kük.
- Cyperus vatkeanus (Boeckeler) Goetgh.
- Cyperus ventricosus R.Br.
- Cyperus vestitus Hochst. ex C.Krauss
- Cyperus vicky-martiniae G.C.Tucker
- Cyperus victoriensis C.B.Clarke
- Cyperus virens Michx.
- Cyperus viscidulus K.L.Wilson
- Cyperus volckmannii Phil.
- Cyperus volkielloides Muasya & Vollesen
- Cyperus volodia Cherm.
- Cyperus vorsteri K.L.Wilson

## W
- Cyperus waillyi (Cherm.) Lye
- Cyperus wallichianus Spreng.
- Cyperus welwitschii (Ridl.) Lye
- Cyperus whitmeei (C.B.Clarke) Kük.
- Cyperus wilburii G.C.Tucker
- Cyperus wissmannii O.Schwartz

## X
- Cyperus xantholepis (Nelmes) Lye
- Cyperus xanthostachyus Steud.
- Cyperus xerophilus Cherm.

## Y
- Cyperus yadavii Wad.Khan, D.P.Chavan & Solanke

## Z
- Cyperus zollingeri Steud.
- Cyperus zollingerioides C.B.Clarke
- Cyperus zonatissimus Kük.
- Cyperus zonatus Kük.